# Concessies in het Nederlandse openbaar vervoer

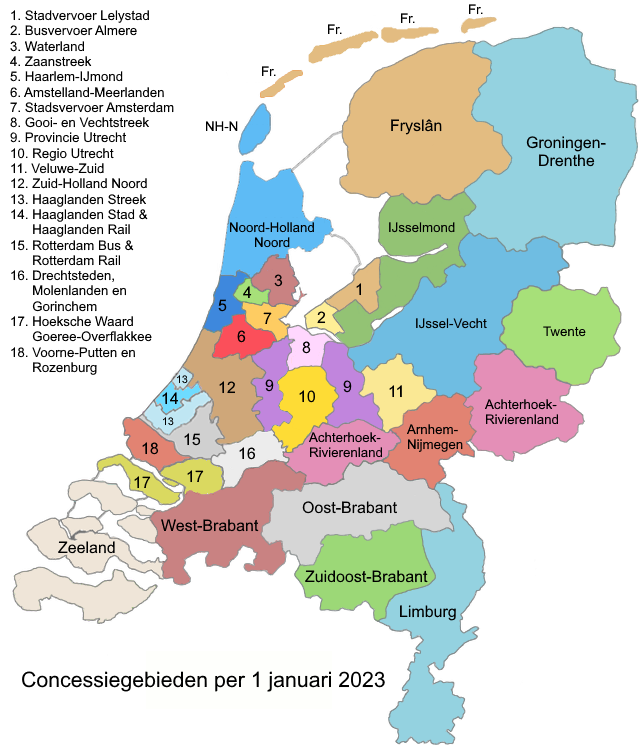
Concessiegebieden in Nederland

Concessies in het Nederlandse openbaar vervoer zijn pakketten van lijnen en/of andere vervoersdiensten die, exclusief en onder bepaalde voorwaarden, door een ov-autoriteit (een provincie of een plusregio) worden gegund aan vervoerders.
Aan een concessie zijn rechten en plichten verbonden. Soms moet een vervoerder voor een concessie betalen, soms wordt een vervoerder ervoor betaald. Een concessie is meestal opgeknipt in de volgende jaarlijkse periodes.

## Geschiedenis
In 1998 werd het beheer van het Nederlandse stads- en streekvervoer gedecentraliseerd van de rijksoverheid naar de provincies en plusregio's. Met de invoering van de Wet personenvervoer 2000 op 1 januari 2001 is marktwerking geïntroduceerd. Het openbaar vervoer in Nederland wordt sindsdien per regio of per verbinding na een bepaalde periode opnieuw aanbesteed. De winnende vervoersmaatschappij krijgt het exclusieve, maar tijdelijke recht op het verrichten van het openbaar vervoer binnen een regio. Directe concurrentie, zoals in het Verenigd Koninkrijk, is hierdoor niet mogelijk.
Tot de jaren 60 hanteerden vervoerders hun eigen huisstijl op het materieel. Met de introductie van de CSA-bussen, de standaardstreekbus en Spoorslag '70 kwam er een uniforme kleurstelling. Aan het eind van de jaren 80 verdween dit echter weer, en gingen vervoerders hun eigen huisstijl hanteren. Na de invoering van de Wet personenvervoer 2000 kan de opdrachtgever eisen stellen aan de huisstijl, waardoor er nu landelijke en regionale huisstijlen zijn. Zo kan het zijn dat de vervoerder verandert, maar het uiterlijk van de voertuigen (nauwelijks) verandert. Een voorbeeld daarvan is de uniforme rode/witte/grijze provinciale huisstijl in Noord-Brabant, die zowel door Arriva als Hermes gehanteerd wordt.

## Concessies
Artikel 20 van de Wet Personenvervoer 2000 bepaalt dat ov-autoriteiten (provinciale en regionale overheid) concessies verlenen voor ander openbaar vervoer dan per trein. Het Rijk verleent concessies voor het openbaar vervoer per trein, behalve voor bij algemene maatregel van bestuur of ministerieel besluit aangewezen vervoersdiensten die de daarbij aangegeven stations verbinden; hiervoor worden concessies verleend door de betreffende ov-autoriteit. Zo is er bijvoorbeeld het Besluit aanwijzing vervoersdienst provincie Zuid-Holland regionaal openbaar vervoer per trein.
Er zijn verschillende soorten concessies, te weten gebieds- en lijnconcessies. Daarnaast is de breedte ook verschillend. Er bestaan namelijk concessies in Nederland, die zowel het regionale busvervoer als het treinvervoer omvatten. Dit houdt in dat niet de NS het treinvervoer regelt, maar de vervoerder die ook het busvervoer in dat gebied verzorgt. Dat geldt bijvoorbeeld voor de MerwedeLingelijn die bij de DMG-concessie hoort. Het kan ook de vervoerder zijn die de concessie voor het treinvervoer in een bepaald gebied heeft gewonnen, bijvoorbeeld de Noordelijke Nevenlijnen die niet bij de GD-busconcessie of bij de busconcessies in Fryslân behoren maar als treinconcessie bij de provincie Groningen en de provincie Fryslân.
In 2025 moeten alle nieuwe bussen in het openbaar vervoer rijden op elektriciteit of waterstof. Staatssecretaris Dijksma van Infrastructuur en Milieu maakte op 15 april 2016 afspraken met alle vervoersregio's over de vervanging van vervuilende Nederlandse bussen.

### Gebiedsconcessie
Een gebiedsconcessie, i.e. een vergunning om in een bepaald gebied het regionale en lokale vervoer (voor een deel) te mogen exploiteren, wordt normaliter eens in de 6 à 10 jaar aan een vervoerbedrijf toebedeeld. De vervoerder dient het vervoer af te stemmen met de dienstregeling van de NS (Hoofdrailnet) en met die van de vervoerders die concessies hebben voor nabijgelegen gebieden.
Ook als twee aangrenzende gebieden verzorgd worden door verschillende vervoerders moeten de aansluitingen zo goed mogelijk zijn. Veelal zal het daarbij een vervoerder zijn toegestaan het aangrenzende gebied binnen te rijden (bijvoorbeeld naar een station waar meerdere lijnen van verschillende gebieden bijeenkomen), zoals in Heerenveen.
Met een openbare aanbesteding wordt door de verantwoordelijke ov-autoriteit (in Nederland is dat een provincie of plusregio) een programma van eisen opgesteld. Aan de hand van het voorlopig ontwerp is er gelegenheid om hierop te reageren. Daarna wordt er een bestek geschreven, waarop de inschrijvende partijen een offerte kunnen maken. Degene die de beste prijs-kwaliteitverhouding kan bieden wint de aanbesteding.
Soms worden deze concessies verlengd of ingekort. Een verlenging of een mogelijkheid tot verkorting dient wel vooraf in de vergunning te worden opgenomen. In uitzonderlijke gevallen wordt een langere concessieduur dan de maximale 10 jaar toegestaan. Redenen kunnen zijn: omvangrijke investeringen, samenvoeging van concessiegebieden en combinatie met de aanbesteding van regionale treindiensten. Voor de aanbesteding van regionale treindiensten geldt in ieder geval een concessieduur van vijf, tien of maximaal vijftien jaar.
De omvang van een concessie kan op verschillende manieren beoordeeld worden. Bijvoorbeeld door te kijken naar de hoeveelheid dienstregelinguren, instappers, reizigerskilometers of de omzet (totaal of exploitatiebijdrage overheid).
De GD-concessie (voor regio Groningen-Drenthe) is het omvangrijkst van de aanbestede concessies (ruim 40 miljoen euro exploitatiesubsidie per jaar; circa 80 miljoen euro omzet per jaar). De concessie Arnhem-Nijmegen heeft een reizigersopbrengst van 35,5 miljoen euro per jaar en de exploitatiesubsidie zal naar schatting in dezelfde orde van grootte liggen. Amstelland-Meerlanden krijgt een exploitatiesubsidie van 34 miljoen euro per jaar, het busvervoer van Almere krijgt exploitatiesubsidie 25 miljoen euro per jaar en Noord-Holland Noord krijgt exploitatiesubsidie 19 miljoen euro per jaar (voor verwerking bezuinigingen van 2011). Andere grote concessies zijn bijvoorbeeld Zuid-Holland Noord en de concessies in de provincie Utrecht. Voorbeelden van kleinere concessies zijn Vlieland / Terschelling / Ameland (1,5 miljoen euro per jaar), Lelystad (exploitatiesubsidie 2,2 miljoen euro per jaar), Zaanstreek (exploitatiesubsidie 8 miljoen euro per jaar) en Gooi en Vechtstreek (exploitatiesubsidie 9,5 miljoen euro per jaar voor verwerking bezuinigingen van 2011).
De opdrachtgever bepaalt bij deze onderhandse aanbesteding van tevoren welke vervoerder de concessie zal krijgen. Meestal is dit de vervoerder die reeds het vervoer in deze concessie uitvoert. Men beroept zich dan op de jarenlange ervaring die de vervoerder in deze concessie heeft opgebouwd, ook in een tijd waarin het openbaar vervoer nog niet werd aanbesteed. Het meeste stadsvervoer in de grote steden wordt nog altijd onderhands gegund. Het kabinet wil dat Amsterdam, Rotterdam en Den Haag het openbaar vervoer voortaan openbaar aanbesteden. Aangenomen is de Wet tot wijziging van de Wet personenvervoer 2000 teneinde inbesteding van openbaar vervoer mogelijk te maken in een plusregio die de gemeente Amsterdam, Rotterdam, Den Haag of Utrecht omvat (Wet aanbestedingsvrijheid OV grote steden).

### Lijnconcessie
Sommige lijnen worden apart aanbesteed. Zo'n verbinding wordt dan opgenomen in een lijnconcessie en valt dan niet onder de gebiedsconcessie van het gebied waar de lijn zich bevindt. Het kan ook een lange buslijn of lokale treinverbinding zijn die meerdere ov-autoriteiten doorkruist.
Lijnconcessies worden met name gemaakt voor gedecentraliseerde treindiensten, openbaar vervoer te water en bepaalde hoogwaardige en snelle busroutes.
Voorbeelden zijn de Noordelijke Nevenlijnen, de Fast Flying Ferry en diverse Qliner-verbindingen.

## Overzicht van concessies per regio/verbinding
De concessie IJsselmond 2014-2023 was de honderdste aanbesteding die sinds de invoering van de Wet Personenvervoer 2000 leidde tot een gunning van een concessie aan een vervoerbedrijf.
Hieronder een overzicht van alle Europese, openbare en onderhandse aanbestedingen door de jaren heen.
Sommige gebieden zijn pas later na de invoering van marktwerking voor het eerst openbaar aanbesteed, eerdere gunningen staan dan vaak niet in de tabel vermeld omdat dit een onderhandse gunning was.
De informatie op deze pagina is onder meer afkomstig van de concessieposters van het Kennisplatform Verkeer en Vervoer (KpVV).
- Aquabus is een samenwerking tussen Arriva en Rederij Doeksen
- Hermes en OV Regio IJsselmond zijn 100% eigendom van Connexxion, onderdeel van Transdev.
- NS Reizigers is een dochteronderneming van de Nederlandse Spoorwegen; RegioNS was dat ook.
- Qbuzz is voor 100% eigendom van de BusItalia.
- Syntus is voor 100% eigendom van Keolis, dat voor 70% van SNCF is.
- Arriva is voor 100% eigendom van I Squared Capital.
- EBS is voor 100% eigendom van het Israëlische Egged.
- Alle plusregio's zouden opgeheven worden per 1 januari 2013 en de taken overgeheveld naar de provincie. Door de val van kabinet-Rutte I is deze datum niet meer gehaald.[5]

Legenda van de gekleurde kolom:
-  = Voormalig openbaarvervoercontract (niet of onderhands aanbesteed).
-  = Huidig openbaarvervoercontract (niet of onderhands aanbesteed).
-  = Nieuw openbaarvervoercontract (niet of onderhands aanbesteed).
-  = Voormalig openbaarvervoercontract op basis van (Europees) aanbestede concessie.
-  = Huidig openbaarvervoercontract op basis van (Europees) aanbestede concessie.
-  = Nieuw openbaarvervoercontract op basis van (Europees) aanbestede concessie.

Bij enkele concessies staat onderhandse gunning. Deze concessie is dan zonder aanbesteding aan de vervoerder toegekend. Tegenwoordig is dit nog in beperkte mate toegestaan. Sommige concessies zijn/worden verlengd. De verlenging staat tussen haakjes achter de oorspronkelijke contracttermijn vermeld. Als de verlenging nog niet definitief is dan staat er bijvoorbeeld +2 (oftewel optie is 2 jaar verlenging).

### Rijksoverheid
Er zijn een aantal concessies die onder het beheer van het Ministerie van Infrastructuur en Waterstaat vallen.
Het hoofdrailnet (HRN), eerder aangeduid als het kernnet, is het spoornet waarop de Nederlandse Spoorwegen alleenrecht heeft voor het rijden van reizigerstreinen (behalve op de korte overlappende trajecten Groningen – Groningen Europapark, Elst – Arnhem – Arnhem Velperpoort en Venlo – Blerick). Vanaf 11-12-2016 zal in de provincie Limburg verandering komen in deze situatie, dan zullen alle stoptreinen gereden worden door Arriva en de intercity's door NS. Hierdoor zijn er twee vervoerders op het hoofdrailnet. In 2004 is dit lijnenpakket voor het eerst aanbesteed, maar onderhands gegund aan de NS (termijn 01-01-2005 – 31-12-2014). Ook de concessie voor het hoofdrailnet 2015-2025 (termijn 01-01-2015 – 31-12-2024) is onderhands gegund aan de NS, tegen de zin van de regionale vervoerders. Hetzelfde geldt voor de concessie voor het hoofdrailnet 2025-2033 (01-01-2025 – 24-12-2033). Onderhands gunnen blijft volgens de Nederlandse regering nog mogelijk, maar daarvoor gelden wel nieuwe, strikte voorwaarden van de PSO-Verordening, waarbij de keuze voor onderhandse gunning onderbouwd moet worden. Op 14 juli 2023 heeft de Europese Commissie laten weten een ingebrekestellingsprocedure te starten tegen het besluit om het contract opnieuw onderhands aan NS te gunnen. Deze procedure heeft geen opschortende werking en de gunning kan daarom vooralsnog doorgaan zoals gepland.
|  | Concessie          | Vervoerder                  | Contracttermijn         | Opmerkingen         |
|  | ------------------ | --------------------------- | ----------------------- | ------------------- |
|  | Hoofdrailnet (HRN) | Nederlandse spoorwegen (NS) | onbekend – 31-12-1994   |                     |
|  | Hoofdrailnet (HRN) | Nederlandse spoorwegen (NS) | 01-01-1995 – 31-12-2004 | Onderhandse gunning |
|  | Hoofdrailnet (HRN) | Nederlandse spoorwegen (NS) | 01-01-2005 – 31-12-2014 | Onderhandse gunning |
|  | Hoofdrailnet (HRN) | Nederlandse spoorwegen (NS) | 01-01-2015 – 31-12-2024 | Onderhandse gunning |
|  | Hoofdrailnet (HRN) | Nederlandse spoorwegen (NS) | 01-01-2025 – 24-12-2033 | Onderhandse gunning |

Daarnaast was er de Vervoerconcessie voor het hogesnelheidsnet (01-07-2009 – 30-06-2024), uiteindelijk lopend t/m 31-12-2014.
Verder zijn er een aantal contracten voor de veerboten van en naar de Waddeneilanden:
|  | Concessie                   | Vervoerder             | Contracttermijn         | Opmerkingen |
|  | --------------------------- | ---------------------- | ----------------------- | --- |
|  | Veerboot Den Helder – Texel | TESO                   |                         | Openbare dienstencontract, geen werkelijke concessie |
|  | Friese Waddenveren West     | Rederij Doeksen        | 18-04-2014 – 08-01-2029 | Omvat de veerdiensten van Harlingen naar Vlieland en Terschelling en tussen beide eilanden. Onderhandse gunning. |
|  | Friese Waddenveren West     |                        | 09-01-2029 – ??-04-2044 | Omvat de veerdiensten van Harlingen naar Vlieland en Terschelling en tussen beide eilanden. |
|  | Harlingen – Terschelling    | Rederij EVT            | Zomer 2008 – 15-04-2014 | Rederij EVT begon in de zomer 2008 een veerverbinding tussen Harlingen en Terschelling op basis van een openbaar dienstcontract. De dienst beconcurreerde de al sinds 1908 bestaande veerdienst van Rederij Doeksen op dezelfde route. In 2011 kreeg Rederij Doeksen via een onderhandse gunning het exclusieve recht op de veerverbinding. Rederij EVT diende bezwaar in tegen deze gunning, omdat de rederij op deze manier niet kon meedingen naar de concessie. Dit bezwaar werd door de rechtbank ongegrond verklaard. Rederij EVT stapte hierop naar het Europees Hof. Zolang deze procedure liep bleef EVT de veerverbinding exploiteren. In oktober 2013 bepaalde de minister dat EVT moet stoppen, per 1 februari 2014. De reden was dat Doeksen in financiële problemen zou komen en daardoor minder onrendabele diensten (in de winter) zou kunnen verzorgen. Het Gerechtshof bepaalde echter dat EVT mocht blijven varen. Echter werd begin 2014 bekend dat Rederij Doeksen EVT overnam en dat alle lopende rechtszaken gestaakt werden. Hierna kwam er na een groot aantal jaren een einde aan de veerbootoorlog tussen Rederij Doeksen en EVT. Op 15 april 2014 werd EVT opgeheven. |
|  | Friese Waddenveren Oost     | Wagenborg              | 09-04-2014 – 08-01-2029 | Omvat de veerdiensten tussen Holwerd en Ameland en tussen Lauwersoog en Schiermonnikoog. |
|  | Friese Waddenveren Oost     |                        | 09-01-2029 – ??-04-2044 | Omvat de veerdiensten tussen Holwerd en Ameland en tussen Lauwersoog en Schiermonnikoog. |
|  | Veerboot Texel – Vlieland   | Rederij De Vriendschap |                         | Openbare dienstencontract, geen werkelijke concessie |

### NS
Na lange onderhandelingen met de minister van IenW is in november 2011 overeengekomen dat Nederlandse Spoorwegen vanaf 2015 een nieuw exploitatiecontract krijgt voor het hoofdrailnet. Hierbij worden de binnenlandse hogesnelheidstreinen (Intercity direct) en hogesnelheidslijn geïntegreerd met het hoofdrailnet. High Speed Alliance is ontbonden en haar concessie is opgegaan in de nieuwe concessie van NS.
De topman Roger van Boxtel liet op 2 juni 2016 tijdens een hoorzitting in de Tweede Kamer doorschemeren dat NS in de toekomst toch weer regionale spoorlijnen te gaan exploiteren. NS-woordvoerder Eric Trinthamer liet weten dat de zaken wat hem betreft iets anders liggen. 'Diverse provinciebestuurders hebben NS gevraagd te overwegen om toch weer een bod te doen op een regionale concessie, als Arriva als enige regionale vervoerder intekent.
NS wil weer meebieden op het regionale spoorvervoer. Na het gesjoemel bij de aanbesteding van het openbaar vervoer in Limburg, hield het staatsbedrijf zich de laatste jaren op aandringen van Den Haag buiten de strijd om de exploitatie van regionale spoorlijnen, maar daaraan komt nu een eind.
President-directeur Van Boxtel van de Nederlandse Spoorwegen heeft eind 2017 al een rondgang gemaakt langs provinciale bestuurders om aan te geven dat NS interesse heeft om op lijnen te gaan rijden die nu nog in handen zijn van buitenlandse concurrenten als Arriva, Connexxion en Syntus (tegenwoordig Keolis Nederland) als Dordrecht – Geldermalsen, Amersfoort – Ede-Wageningen en Zutphen – Hengelo – Oldenzaal, die respectievelijk in 2018, 2021 en 2023 vrijkomen.

### Concessie Qliner Groningen – Emmeloord
Op 28 mei 1995 startte de FRAM een Interliner verbinding tussen Groningen en Heerenveen onder lijnnummer 315. De FRAM veranderde op 1 januari 1996 in VEONN. Op 3 november 1996 werd de lijn verlengd naar Joure – Lemmer – Emmeloord en Lelystad. De helft van de ritten werd vanaf nu door Midnet gereden. Op 28 september 1998 werd de VEONN overgenomen door Arriva. Midnet fuseerde in mei 1999 met andere vervoerbedrijven tot Connexxion. Arriva bedacht een alternatieve formule voor de Interliner, waardoor vanaf 1 januari 2003 deze ritten onder de naam Qliner gingen rijden.
In 2005 werd de concessie voor het eerst openbaar aanbesteed. Hierdoor ging de lijn per 1 juli 2005 volledig over naar Connexxion. De provincie stelde als eis dat de formule Qliner gebruikt moest worden. Hierdoor verdween de naam Interliner in zijn geheel. Naast lijn 315 werden er ook spitslijnen toegevoegd onder de lijnnummer 325, 335 en 345. Lijn 345 was een versterker van lijn 315 en reed de meest rechtstreekse route van Lelystad naar Emmeloord, waarmee deze Qliner nog sneller was dan lijn 315. Lijn 345 kwam op 2 juli 2011 vanwege bezuinigingen te vervallen.
In juli 2011 zou de concessie aflopen. De nieuwe treinverbinding tussen Zwolle en Lelystad (Hanzelijn) werd echter pas per 9 december 2012 in gebruik genomen. Hierdoor zou de Qliner verbinding opgesplitst worden in Emmeloord. Als overbruggingsperiode werd een tijdelijk contract opgesteld. Arriva won deze concessie.
Per 9 december 2012 is het lijndeel Groningen – Emmeloord onderdeel van de concessie Noord- en Zuidwest Fryslân en Schiermonnikoog van Arriva. Het lijndeel Emmeloord – Lelystad zou als lijn 345 bij de concessie IJsselmond worden gevoegd. De gunning van deze concessie is echter opgeschort tot december 2013. Hierdoor heeft men besloten om het lijndeel Emmeloord – Lelystad voor een jaar onderhands te gunnen aan Arriva. Vanaf nu moeten doorgaande reizigers in Emmeloord overstappen. Sinds december 2013 wordt Emmeloord – Lelystad als een normale lijn 345 gereden van de concessie IJsselmond, deze is bij de dienstregeling 2015 hernummerd naar lijn 140.
In december 2016 werd de verbinding Groningen-Heerenveen-Emmeloord opgenomen in de concessie Noord- en Zuidwest-Fryslân. 
|  | Concessie                                                     | Vervoerder                    | Contracttermijn         | Opmerkingen                     |
|  | ------------------------------------------------------------- | ----------------------------- | ----------------------- | ------------------------------- |
|  | Interliner 315 Groningen – Heerenveen                         | FRAM (vanaf 01-01-1996 VEONN) | 28-05-1995 – 02-11-1996 |                                 |
|  | Interliner 315 Groningen – Heerenveen – Lelystad              | VEONN / Midnet                | 03-11-1996 – 31-12-2002 | later resp. Arriva / Connexxion |
|  | Qliner 315 / Interliner 315 Groningen – Heerenveen – Lelystad | Arriva / Connexxion           | 01-01-2003 – 30-06-2005 |                                 |
|  | HOV Groningen – Heerenveen – Lelystad                         | Connexxion                    | 01-07-2005 – 02-07-2011 | Oorspronkelijk tot 30-06-2011   |
|  | HOV Groningen – Heerenveen – Lelystad                         | Arriva Touring i.o.v. Arriva  | 03-07-2011 – 08-12-2012 |                                 |
|  | HOV Emmeloord – Lelystad                                      | Arriva                        | 09-12-2012 – 10-12-2016 | onderhandse gunning             |

### Noordelijke treindiensten

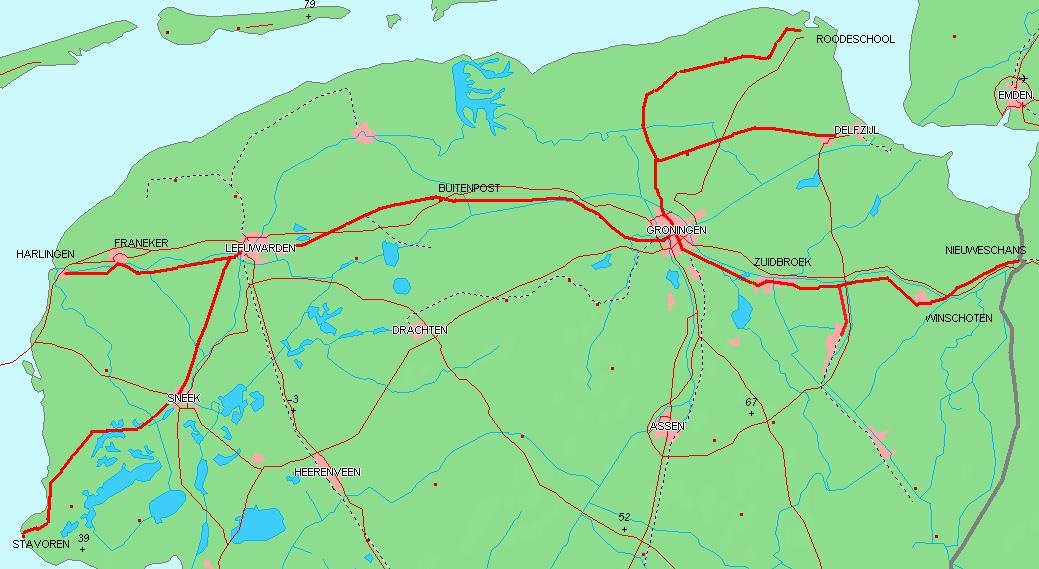
De Noordelijke Nevenlijnen.

Lijnconcessie voor de exploitatie van de dieseltreinen op de Noordelijke Nevenlijnen in de kop van de provincies Groningen en Fryslân.
Het programma van eisen voor de nieuwe spoorconcessie werd begin november 2016 gepubliceerd. De inzet was duurzaamheid en elektrische treinen in de provincie Groningen in de provincie Fryslân. In juli 2017 werd de nieuwe vervoerder bekendgemaakt voor de termijn 2021 - 2035.
Arriva was de enige aanbieder en mag tot 2035 het regionale treinvervoer in Groningen en Fryslân verzorgen. De vervoerder zet nachttreinen in tussen Groningen en Leeuwarden en zet in op hybride treinen. Ze stapt over van dieseltreinen naar 18 hybridetreinen met batterijpakketten. Dit werd op dinsdag 11 juli 2017 bekendgemaakt door gedeputeerde Johannes Kramer van de provincie Fryslân, gedeputeerde Fleur Gräper-van Koolwijk van de provincie Groningen en de vervoerder.

#### Provincie Fryslân
- Leeuwarden – Stavoren
- Staatslijn B van Harlingen Haven naar Leeuwarden
- Staatslijn B van Leeuwarden naar Groningen

|  | Concessie                                   | Vervoerder | Contracttermijn         | Opmerkingen                                                                  |
|  | ------------------------------------------- | ---------- | ----------------------- | ---------------------------------------------------------------------------- |
|  | naamloos                                    | NS         | 01-01-1917 – 29-05-1999 | Hoorde bij de onderhandse gunning van het volledige Nederlandse spoorwegnet. |
|  | Regionale Treindiensten Friesland           | NoordNed   | 30-05-1999 – 10-12-2005 |                                                                              |
|  | Noordelijke Treindiensten                   | Arriva     | 11-12-2005 – 12-12-2020 |                                                                              |
|  | Regionaal spoorvervoer Fryslân en Groningen | Arriva     | 13-12-2020 – 15-12-2035 |                                                                              |

#### Provincie Groningen
- Groningen – Delfzijl
- Groningen – Roodeschool – Eemshaven
- Staatslijn B van Groningen naar Bad Nieuweschans (sinds 16 november 2012, ook wel Wiederline genoemd)
- Zuidbroek – Veendam (sinds 1 mei 2011)

|  | Concessie                                   | Vervoerder | Contracttermijn         | Opmerkingen                                                                  |
|  | ------------------------------------------- | ---------- | ----------------------- | ---------------------------------------------------------------------------- |
|  | naamloos                                    | NS         | 01-01-1917 – 27-05-2000 | Hoorde bij de onderhandse gunning van het volledige Nederlandse spoorwegnet. |
|  | Regionale treindiensten Groningen           | NoordNed   | 28-05-2000 – 10-12-2005 |                                                                              |
|  | Noordelijke Treindiensten                   | Arriva     | 11-12-2005 – 12-12-2020 |                                                                              |
|  | Regionaal spoorvervoer Fryslân en Groningen | Arriva     | 13-12-2020 – 15-12-2035 |                                                                              |

### Groningen en Drenthe
Het busvervoer in de stad Groningen werd tot 1994 geëxploiteerd door de gemeente Groningen onder de naam GVG. Het bedrijf werd daarna geprivatiseerd en ging onder dezelfde naam verder met de gemeente Groningen als enige aandeelhouder. In 1998 werd het bedrijf verkocht aan het Amerikaanse vervoerbedrijf Vancom, dat het bedrijf al snel doorverkocht aan het Britse Arriva. Ook de streekbusdiensten in de provincies Groningen en Drenthe werden geprivatiseerd en kwamen in mei 1999 in handen van Arriva. Hierdoor verdwenen de overheidsbedrijven GADO en VEONN uit het straatbeeld. In 2002 nam MTI de busdiensten in Zuidwest-Drenthe (inclusief stadsdienst Hoogeveen en Meppel) over. Na het faillissement van MTI werd het busvervoer tijdelijk geëxploiteerd door BBA.
Met Pieper uit Nieuw Schoonebeek kwam in de jaren 80 een samenwerkingsverband tot stand met de DVM (later VEONN en Arriva). Bij de Europese aanbestedingen van het busvervoer in Nederland verdween de lijndienst van Pieper uit het straatbeeld. Op 12 december 2004 ging de concessie Zuidoost-Drenthe, met de door Pieper geëxploiteerde lijn, over naar Connexxion.
In 2004 werd de voormalige concessie GGD (Groningen Stad, Groningen Streek en Drenthe) voor het eerst aanbesteed. Deze concessie omvatte alle busdiensten in de provincie Groningen (inclusief stadsdienst) en het overige deel van Drenthe (Noorden en Midden).
Al het openbaar vervoer per bus in de provincies Groningen en Drenthe valt sinds 1 januari 2009 onder beheer van het OV-bureau Groningen Drenthe. In december 2009 liepen de concessies af en moesten hierdoor opnieuw aanbesteed worden. Het OV-Bureau besloot het "grote" stads- en streekvervoer in één concessie aan te besteden. De GD-concessie bevat het "grote" streekvervoer in de provincies Groningen en Drenthe, met enkele uitlopers naar Fryslân. In Assen, Emmen en Groningen wordt een stadsdienst gereden. De GD-concessie is een van de grootste concessies in Nederland.
Daarnaast zijn er per regio aparte vergunningen verleend voor het kleinschalige openbaar vervoer.
Het OV-bureau Groningen-Drenthe stopte vanwege bezuinigingen per 16 december 2015 met de reguliere dienstregeling voor de stadsbus in zowel Assen, Hoogeveen en Meppel. De stadsdienst van Assen, Hoogeveen en Meppel bleven voorlopig bestaan, zij het in een totaal andere vorm. Het college van B&W van Meppel startte een tweejarige pilot waarbij zowel professionele buschauffeurs als vrijwilligers gingen rijden. Het betrof een samenvoeging van stadsvervoer en doelgroepenvervoer voor leerlingen en houders van een WMO-pas.
Dit vervoer is gebaseerd op het contractvervoer bij de taxi. Dit maakt het mogelijk om maast de bushalte ook op elke plaats langs de route in of uit te stappen.
Sinds 16 december 2015 gingen de stadsbussen in Assen als Cityline I∞ rijden, stadsbussen in Hoogeveen als De Bij rijden en de stadsbus van Meppel als Stadsbus Meppel voor een periode van twee jaar tot december 2017.
Vanaf 19 september 2016 reed er een nieuwe, snelle en makkelijke busverbinding als lijn 100 tussen Groningen Airport Eelde en het centrum van Groningen. De shuttlebus sloot aan op de aankomende en vertrekkende lijnvluchten van en naar Londen, Kopenhagen en Gdansk en stopte onder andere bij het Hoofdstation, Zuiderdiep en Grote Markt.
De concessies voor het Publiek Vervoer zijn opgedeeld in vijf percelen die gegund zijn aan Taxi Nuis, UVO, Connexxion in combinatie met De Grooth vervoer, De Vier Gewesten in combinatie met Taxi Dorenbos en TCZ. Zij rijden sinds 9 april 2018.
|  | Concessie                                | Vervoerder                                   | Contracttermijn          | Opmerkingen                                                                      |
|  | ---------------------------------------- | -------------------------------------------- | ------------------------ | -------------------------------------------------------------------------------- |
|  | Groningen Streekvervoer                  | Arriva                                       | 01-01-2002 – 31-5-2004   |                                                                                  |
|  | Groningen Stad                           | Arriva                                       | ?? – 31-5-2004           |                                                                                  |
|  | Drenthe                                  | Arriva                                       | 01-01-2001 – 31-12-2002  |                                                                                  |
|  | Noord Drenthe                            | Arriva                                       | 01-01-2003? – 31-05-2004 |                                                                                  |
|  | Zuidoost-Drenthe                         | Arriva                                       | 01-01-2003 – 11-12-2004  |                                                                                  |
|  | Zuidwest-Drenthe                         | Arriva                                       | 01-01-2003? – 03-09-2005 |                                                                                  |
|  | Groningen, Groningen Stad en Drenthe     | Arriva                                       | 01-06-2004 – 12-12-2009  | Oorspronkelijk tot 15-12-2007                                                    |
|  | Zuidoost-Drenthe                         | Pieper                                       | 01-07-2001 – 31-12-2002  |                                                                                  |
|  | Zuidoost-Drenthe                         | Connexxion                                   | 12-12-2004 – 12-12-2009  | Oorspronkelijk tot 11-12-2010                                                    |
|  | Zuidwest-Drenthe                         | MTI                                          | 01-09-2002 – 31-03-2004  | Oorspronkelijk tot 03-09-2005                                                    |
|  | Zuidwest-Drenthe                         | BBA                                          | 01-04-2004 – 03-09-2015  | Overname na faillissement MTI                                                    |
|  | Zuidwest-Drenthe                         | Connexxion                                   | 04-09-2005 – 12-12-2009  | Oorspronkelijk tot 04-09-2011. Samen aanbesteed met NO-Overijssel en Zwolle      |
|  | Groningen-Drenthe                        | Qbuzz                                        | 13-12-2009 – 14-12-2019  | Oorspronkelijk tot 12-12-2015                                                    |
|  | Kleinschalig OV Noord-Drenthe en Haren   | VervoersManagement Noord-Nederland           | 13-12-2009 – 07-04-2018  | Omvatte onder andere de stadsdienst van Assen. Oorspronkelijk tot 13-12-2014.    |
|  | Kleinschalig OV Zuidwest-Drenthe         | Connexxion Taxi Services                     | 13-12-2009 – 07-04-2018  | Omvatte de stadsdiensten van Meppel en Hoogeveen. Oorspronkelijk tot 13-12-2014. |
|  | Kleinschalig OV Zuidoost-Drenthe         | De Vier Gewesten BV (DVG) / Taxi Dorenbos    | 13-12-2009 – 07-04-2018  | Oorspronkelijk tot 13-12-2014.                                                   |
|  | Kleinschalig OV Noord-Groningen          | UVO Vervoer BV / Van Dijk                    | 13-12-2009 – 07-04-2018  | Oorspronkelijk tot 13-12-2014.                                                   |
|  | Kleinschalig OV Oost-Groningen           | Taxi De Grooth                               | 13-12-2009 – 07-04-2018  | Oorspronkelijk tot 13-12-2014.                                                   |
|  | Kleinschalig OV Westerkwartier           | Taxi Nuis                                    | 13-12-2009 – 07-04-2018  | Oorspronkelijk tot 13-12-2014.                                                   |
|  | Groningen-Drenthe                        | Qbuzz                                        | 15-12-2019 – 08-12-2029  |                                                                                  |
|  | Publiek vervoer Centraal-Groningen       | Connexxion Taxi Services                     | 08-04-2018 – ??-08-2026  | Oorspronkelijk tot 01-08-2023                                                    |
|  | Publiek vervoer Zuidwest-Groningen       | Taxi Nuis                                    | 08-04-2018 – ??-08-2026  | Oorspronkelijk tot 01-08-2023                                                    |
|  | Publiek vervoer Noord-Groningen          | UVO Vervoer                                  | 08-04-2018 – ??-08-2026  | Oorspronkelijk tot 01-08-2023                                                    |
|  | Publiek vervoer Oost-Groningen           | De Grooth Vervoer / Connexxion Taxi Services | 08-04-2018 – ??-08-2026  | Oorspronkelijk tot 01-08-2023                                                    |
|  | Publiek vervoer Noord- en Midden-Drenthe | Connexxion Taxi Services                     | 08-04-2018 – ??-08-2026  | Oorspronkelijk tot 01-08-2023                                                    |
|  | Publiek vervoer Zuidwest Drenthe         | Taxicentrale Zwolle                          | 08-04-2018 – ??-08-2026  | Oorspronkelijk tot 01-08-2023                                                    |
|  | Publiek vervoer Zuidoost-Drenthe         | Taxi Dorenbos                                | 08-04-2018 – ??-08-2026  | Oorspronkelijk tot 01-08-2023                                                    |

Er is ook een lijnconcessie gegund voor de snelle Qliner-busverbindingen tussen Groningen – Emmen (lijn 305), Groningen – Drachten (lijn 314) en Emmen – Hoogeveen (lijn 327). Lijn 327 werd al per 8 januari 2012 vroegtijdig opgeheven. De ritten van lijn 305 werden per 10 december 2016 overgenomen door Qliner-lijn 300 van Qbuzz. Lijn 314 wordt bij de aanbesteding van 11 december 2017 weer toegevoegd aan de GD-Concessie. Daarmee kwam er een einde aan de HOV-concessie.
|  | Concessie                       | Vervoerder     | Contracttermijn         | Opmerkingen                   |
|  | ------------------------------- | -------------- | ----------------------- | ----------------------------- |
|  | HOV-concessie Groningen Drenthe | Arriva Touring | 13-12-2009 – 14-12-2019 | Oorspronkelijk tot 12-12-2015 |

### Fryslân
In de provincie Fryslân bepaalde sinds 1 april 1971 de FRAM jarenlang het straatbeeld. De dieseltreinen op de Noordelijke Nevenlijnen werden geëxploiteerd door de NS.
De FRAM fuseerde met vervoermaatschappij DVM/NWH tot VEONN. Al snel werden de busbedrijven in Noord-Nederland geprivatiseerd, vanaf mei 1999 kwamen de buslijnen in handen van Arriva. In de kop van Fryslân en in het zuidwesten werkte Arriva samen met de NS onder de naam NoordNed. Ook de treinverbindingen op de Noordelijke Nevenlijnen gingen onder die naam rijden. In het zuidoosten van de provincie, de stadsdienst Leeuwarden en op de Friese Waddeneilanden ging Arriva zelf rijden.
In 2020 wordt het openbaar busvervoer in heel Fryslân in één concessie aanbesteed. Later is dit uitgesteld naar 2022.

#### Waddeneilanden
In 2001 werd ook het busvervoer op de Friese Waddeneilanden aanbesteed. Arriva mocht op alle eilanden blijven rijden, behalve op Vlieland, dat overging naar TCR Vlieland. De oorspronkelijke einddatum van alle concessies was 31 december 2007. De concessies werden echter met 2 tot 14 maanden verlengd.
Bij de tweede aanbesteding in 2008 won de combinatie Arriva / TCR de concessies Vlieland en Terschelling. Arriva bleef op Terschelling rijden en TCR op Vlieland.
De concessie Schiermonnikoog is later voor de derde keer aanbesteed, ditmaal als onderdeel van de concessie Noord- en Zuidwest-Fryslân. Voor het personenvervoer op Schiermonnikoog heeft de provincie Fryslân zes elektrische bussen van het Chinese bedrijf BYD Europe BV gekocht. Tevens werd voor 15 jaar met dit bedrijf een overeenkomst gesloten voor het onderhoud. De andere concessies liepen tot 2016.
|  | Concessie                                                                 | Vervoerder   | Contracttermijn         | Opmerkingen                           |
|  | ------------------------------------------------------------------------- | ------------ | ----------------------- | ------------------------------------- |
|  | Ameland                                                                   | Arriva       | 01-01-2002 – 28-02-2009 | Oorspronkelijk tot 31-12-2007         |
|  | Ameland                                                                   | Arriva       | 01-03-2009 – 31-12-2016 |                                       |
|  | Terschelling                                                              | Arriva       | 01-01-2002 – 28-02-2009 | Oorspronkelijk tot 31-12-2007         |
|  | Terschelling                                                              | Arriva / TCR | 01-03-2009 – 31-12-2016 | In de praktijk uitgevoerd door Arriva |
|  | Vlieland                                                                  | TCR Vlieland | 01-01-2002 – 28-02-2009 | Oorspronkelijk tot 31-12-2007         |
|  | Vlieland                                                                  | Arriva / TCR | 01-03-2009 – 31-12-2016 | In de praktijk uitgevoerd door TCR    |
|  | Na afloop geïntegreerd in de concessie Zuidoost-Fryslân en Waddeneilanden |              |                         |                                       |

|  | Concessie                                                         | Vervoerder | Contracttermijn         | Opmerkingen                   |
|  | ----------------------------------------------------------------- | ---------- | ----------------------- | ----------------------------- |
|  | Schiermonnikoog                                                   | Arriva     | 01-01-2002 – 29-02-2008 | Oorspronkelijk tot 31-12-2007 |
|  | Schiermonnikoog                                                   | Arriva     | 01-03-2008 – 08-12-2012 |                               |
|  | Na afloop geïntegreerd in de concessie Noord- en Zuidwest-Fryslân |            |                         |                               |

#### Concessie Stadsdienst Leeuwarden
In 2001 werd het stadsvervoer in Leeuwarden als eerste in Nederland openbaar aanbesteed. De concessie bleef in handen van Arriva. De tweede aanbesteding werd gewonnen door Connexxion en vond plaats in 2007. Sinds 9 december 2012 is het stadsvervoer Leeuwarden geen losse concessie meer, maar behoort dan tot de concessie Noord- en Zuidwest-Fryslân en Schiermonnikoog.
|  | Concessie                                                         | Vervoerder | Contracttermijn         | Opmerkingen              |
|  | ----------------------------------------------------------------- | ---------- | ----------------------- | ------------------------ |
|  | Stadsdienst Leeuwarden                                            | Arriva     | 01-01-2002 – 31-12-2007 |                          |
|  | Stadsdienst Leeuwarden                                            | Connexxion | 01-01-2008 – 08-12-2012 | Reed als Maxx Leeuwarden |
|  | Na afloop geïntegreerd in de concessie Noord- en Zuidwest-Fryslân |            |                         |                          |

#### Concessie Noord- en Zuidwest-Fryslân
Het bedrijf NoordNed werd eind 2005 opgeheven waardoor Arriva in de gehele provincie reed. Eind 2006 werd het voormalige NoordNed gebied (met uitzondering van de treinen) opnieuw aanbesteed. Deze concessie (een samenvoeging van de concessies Noordwest en Zuidwest Fryslân) omvat al het busvervoer in Fryslân ten westen van de spoorlijn Leeuwarden – Zwolle en ten noorden van de spoorlijn Leeuwarden – Groningen. Bij de laatste aanbesteding in 2012 is ook het stadsvervoer Leeuwarden en het busvervoer op Schiermonnikoog bij de concessie gevoegd. Arriva, Connexxion en Qbuzz schreven in op deze concessie. Arriva bleek de beste prijs- en kwaliteitsverhouding te hebben en daarom werd de concessie aan deze vervoerder gegund. Qbuzz was het niet eens met de gunning en had bezwaar ingediend bij de rechtbank. De belangrijkste reden was een vormfout door het ontbreken van een handtekening op een document. Het bezwaar is op 25 juli 2012 ongegrond verklaard, waardoor Arriva definitief de vervoerder is per 9 december 2012.
|  | Concessie                                     | Vervoerder | Contracttermijn         | Opmerkingen                   |
|  | --------------------------------------------- | ---------- | ----------------------- | ----------------------------- |
|  | Noord-Fryslân                                 | NoordNed   | 30-05-1999 – 31-12-2006 |                               |
|  | Zuidwest-Fryslân                              | NoordNed   | 30-05-1999 – 31-12-2006 |                               |
|  | Noord- en Zuidwest-Fryslân                    | Connexxion | 01-01-2007 – 08-12-2012 |                               |
|  | Noord- en Zuidwest-Fryslân en Schiermonnikoog | Arriva     | 09-12-2012 – 10-12-2022 | Oorspronkelijk tot 12-12-2020 |

#### Concessie Zuidoost-Fryslân
Het concessiegebied Zuidoost-Fryslân is ontstaan na de komst van vervoerder Arriva en omvat al het busvervoer in Fryslân ten oosten van de spoorlijn Zwolle – Leeuwarden en ten zuiden van de spoorlijn Leeuwarden – Groningen met uitlopers naar Drenthe en Overijssel. VEONN (de voorloper van Arriva) was in 1998 in overleg met de NS, die op dat moment de treindiensten op de Noordelijke nevenlijnen exploiteerde, om een samenwerkingsverband aan te gaan. De redenen hiervan waren dat bus en trein door deze samenwerking beter op elkaar konden aansluiten. Arriva nam datzelfde jaar de VEONN over en werd hierdoor een partner in NoordNed. Arriva besloot het busvervoer in het zuidoosten van de provincie zelf te gaan rijden. FRAM (sinds 1971) en later VEONN reden in de gehele provincie. De lijnen die de FRAM in het Westerkwartier in de provincie Groningen (de voormalige ESA-lijnen) reed kwamen ten goede aan de GD-concessie. In 2008 verloor Arriva het vervoergebied aan Qbuzz. Vanaf het ingaan van de concessie in december 2016 werd ook het vervoer op de waddeneilanden Ameland, Terschelling en Vlieland onderdeel van deze concessie.
|  | Concessie                  | Vervoerder | Contracttermijn                                                     | Opmerkingen                                     |
|  | -------------------------- | ---------- | ------------------------------------------------------------------- | ----------------------------------------------- |
|  | Zuidoost-Fryslân           | FRAM       | 01-04-1971 – 31-12-1995                                             | Enkele uitlopers van lijnen gezamenlijk met DVM |
|  | Zuidoost-Fryslân           | VEONN      | 01-01-1996 – 29-09-1998                                             |                                                 |
|  | Zuidoost-Fryslân           | Arriva     | 30-09-1998 – 31-08-2002                                             | Door overname VEONN                             |
|  | Zuidoost-Fryslân           | Arriva     | 01-09-2002 – 01-09-2006 (+2 - Uiteindelijk verlengd tot 13-12-2008) | Oorspronkelijk tot                              |
|  | Zuidoost-Fryslân           | Qbuzz      | 14-12-2008 – 10-12-2016                                             |                                                 |
|  | Zuidoost-Fryslân en Wadden | Arriva     | 11-12-2016 – 10-12-2022                                             | Oorspronkelijk tot 12-12-2020                   |

#### Concessie Fryslân
In 2022 worden de concessies Noord- en Zuidwest-Fryslân en Schiermonnikoog en Zuidoost-Friesland en Wadden (ZOWAD) samengevoegd in één tijdelijke concessie van twee jaar. Arriva bleef in de hele provincie rijden. De provincie wilde voor de volgende aanbesteding echter de garantie dat het vervoer in de hele regio in de handen van één vervoerder was. Volgens de opdrachtgever was dat voordelig voor het beheer van de concessie, verbeterde dit de uniformiteit van het aanbod voor de reiziger en vereiste het minder afstemming tussen verschillende vervoerders.
In de nieuwe concessie voor de provincie Fryslân mag maximaal 10 procent van het huidige reguliere busvervoer worden vervangen door maatwerk of een andere vorm van vervoer. Dit is noodzakelijk om lege bussen te voorkomen. Dit schrijft de provincie in de Nota van Uitgangspunten. Elke bus met structureel minder dan vijf passagiers kan worden vervangen door maatwerk. En maatwerk zal ook in de steden nodig zijn.
|  | Concessie | Vervoerder | Contracttermijn         | Opmerkingen |
|  | --------- | ---------- | ----------------------- | ----------- |
|  | Fryslân   | Arriva     | 11-12-2022 – 14-12-2024 |             |
|  | Fryslân   | Qbuzz      | 15-12-2024 – 11-12-2034 |             |

### Overijssel
In de provincie Overijssel treedt de provincie op als de ov-autoriteit. De provincie Overijssel heeft per 1 januari 2015 de mobiliteitstaken van Regio Twente overgenomen.

#### Concessie Noordoost-Overijssel
De provincie Overijssel heeft de verantwoordelijkheid over het busvervoer in het Vechtdal (Noordoost-Overijssel) en Salland, inclusief de stadsdiensten in Zwolle en Deventer.
Sinds december 2009 is dit gebied in één concessie geregeld. Op 11 oktober 2016 werd de concessie met twee jaar verlengd.
Volgens de provincie past de verlenging van het contract met Syntus goed binnen de openbaar vervoer-visie die de Provinciale Staten in 2016 hadden vastgesteld. In deze visie werkte de provincie samen met inwoners, organisaties en scholen aan een vernieuwing van het openbaar vervoer in Overijssel, met als uiteindelijk doel om het openbaar vervoer efficiënter te kunnen inzetten.
|  | Concessie                      | Vervoerder        | Contracttermijn         | Opmerkingen |
|  | ------------------------------ | ----------------- | ----------------------- | --- |
|  | Noordoost-Overijssel en Zwolle | Connexxion        | 04-09-2005 – 29-08-2010 | Samen aanbesteed met Zuidwest-Drenthe, dat gebied werd op 14-12-2009 onderdeel van de concessie Groningen-Drenthe. |
|  | Salland                        | Connexxion        | 14-12-2003 – 29-08-2010 | |
|  | Midden-Overijssel              | Syntus Overijssel | 29-08-2010 - 12-12-2020 | Oorspronkelijk tot 25-08-2018, was een samenvoeging van bovenstaande concessies.                                   |

#### Concessie Twente

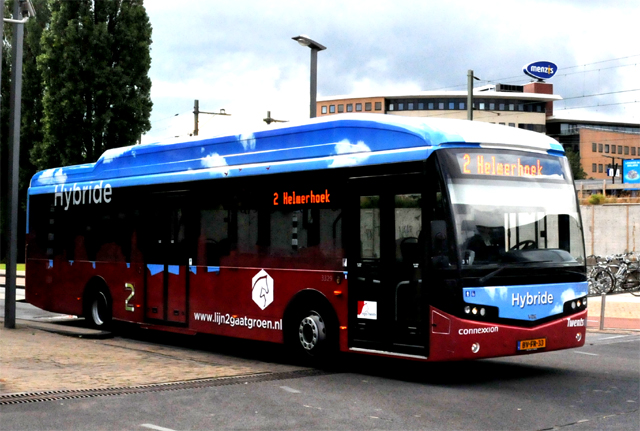
Hybride bussen van het type VDL Citea tussen 2011 en eind 2013 op stadslijn 2 te Enschede.

In de regio Twente fuseerden in 1997 de Twentse vervoersmaatschappij TET en de Gelderse Vervoer Maatschappij (GVM) tot Oostnet. Deze maatschappij werd in 1999 opgenomen in Connexxion. Met de komst van deze vervoerder verdwenen geleidelijk aan de typerende donkerrode bussen met de afbeelding van het Twentse Ros. In 2005 werd het openbaar vervoer in deze regio openbaar aanbesteed. Het bestuur van de Regio Twente stelde als voorwaarde dat al het openbaar vervoer binnen die regio onder dezelfde huisstijl en naam, Twents, ging opereren. Met het ingaan van de nieuwe concessie keerden de rode bussen terug in het stadsbeeld van Enschede, Hengelo en Almelo. Bij deze concessie hoorde ook de treindienst Almelo – Mariënberg.
Die treinverbinding was door Connexxion uitbesteed aan Syntus. Sinds 2013 is deze spoorlijn geïntegreerd in de lijnconcessie Vechtdallijnen.
De treindienst Zutphen – Hengelo – Oldenzaal werd al in 2003 aanbesteed, evenals een aantal buslijnen ter ondersteuning van de treinverbinding (onder meer stadsdienst Lochem en Zutphen). De bussen in deze concessie reden in de standaard huisstijl van de vervoerder Syntus. Voorheen reden in deze regio de vervoerders Oostnet en OAD. Enkele buslijnen gingen in december 2012 over naar de concessie Achterhoek van Arriva, de treindienst en verige buslijnen kwamen na afloop van de concessie onder de concessie Twente te vallen.
Deze spoorlijn Zutphen – Hengelo – Oldenzaal wordt sinds 10 december 2017 bediend onder de merknaam Blauwnet.
|        | Concessie                                           | Vervoerder      | Concessietermijn        |                                                                                             |
| ------ | --------------------------------------------------- | --------------- | ----------------------- | ------------------------------------------------------------------------------------------- |
|        | Twente                                              | Connexxion      | ??-??-2001 – 10-12-2005 |                                                                                             |
|        | Twente                                              | Connexxion      | 11-12-2005 – 07-12-2013 | Inclusief Almelo – Mariënberg. Deze was samen met enkele busdiensten uitbesteed aan Syntus. |
|        | * Trein- en busdienst Zutphen – Hengelo – Oldenzaal | Syntus          | 14-12-2003 – 07-12-2013 | In samenwerking met provincie Gelderland                                                    |
|        | Twente                                              | Syntus Twente   | 08-12-2013 – 09-12-2023 |                                                                                             |
| Twente |                                                     | Arriva (RRReis) | 10-12-2023 – 09-12-2028 |                                                                                             |

#### Zwolle-Kampen en Zwolle-Enschede
De treindienst tussen Zwolle en Kampen wordt sinds 2006 afzonderlijk aanbesteed. De eerste concessie werd tot december 2009 onderhands aan NS gegund, met de bedoeling om de treindienst aan het einde van de concessie om te bouwen naar een tramlijn en onder te brengen bij de concessie IJsselmond. Omdat de inschrijvers van deze concessie te duur hadden ingeschreven heeft de provincie de aanbesteding geannuleerd. De concessie van de treindienst werd daarbij verlengd.
Op 15 april 2013 zijn de Provinciale Staten van Overijssel akkoord gaan met de decentralisatie van de treindienst tussen Zwolle en Enschede. De treindienst kwam in december 2014 in handen van de provincie Overijssel en Regio Twente. De volgende concessie voor het Kamperlijntje en de lijn Zwolle – Enschede heeft een looptijd van 15 jaar en is eind 2017 van start gegaan. In de tussentijd zijn het traject Zwolle – Kampen en het traject Zwolle – Wierden geëlektrificeerd. Op 16 juni 2015 werd bekend dat de aanbesteding is gegund aan Keolis Nederland.
De treindienst wordt sinds 10 december 2017 uitgevoerd onder de merknaam Blauwnet.
|  | Concessie                                        | Vervoerder       | Contracttermijn         |                               |
|  | ------------------------------------------------ | ---------------- | ----------------------- | ----------------------------- |
|  | Treindienst Zwolle – Kampen                      | NS Reizigers     | 10-12-2006 – 09-12-2017 | Oorspronkelijk tot 12-12-2009 |
|  | Treindienst Zwolle – Enschede                    | NS               | 01-01-2007 – 13-12-2014 |                               |
|  | Treindienst Zwolle – Enschede                    | NS               | 14-12-2014 – 09-12-2017 |                               |
|  | Treindienst Zwolle – Kampen en Zwolle – Enschede | Keolis Nederland | 10-12-2017 – 11-12-2032 |                               |

#### Vechtdallijnen
De Emmerlijn Zwolle – Emmen en de treinverbinding Almelo – Mariënberg zijn in één lijnconcessie aanbesteed onder de naam Vechtdallijnen (genoemd naar de Overijsselse Vecht). De lijn Almelo – Mariënberg valt ook onder het beheer van de regio Twente en was eerder onderdeel van de concessie Twente.

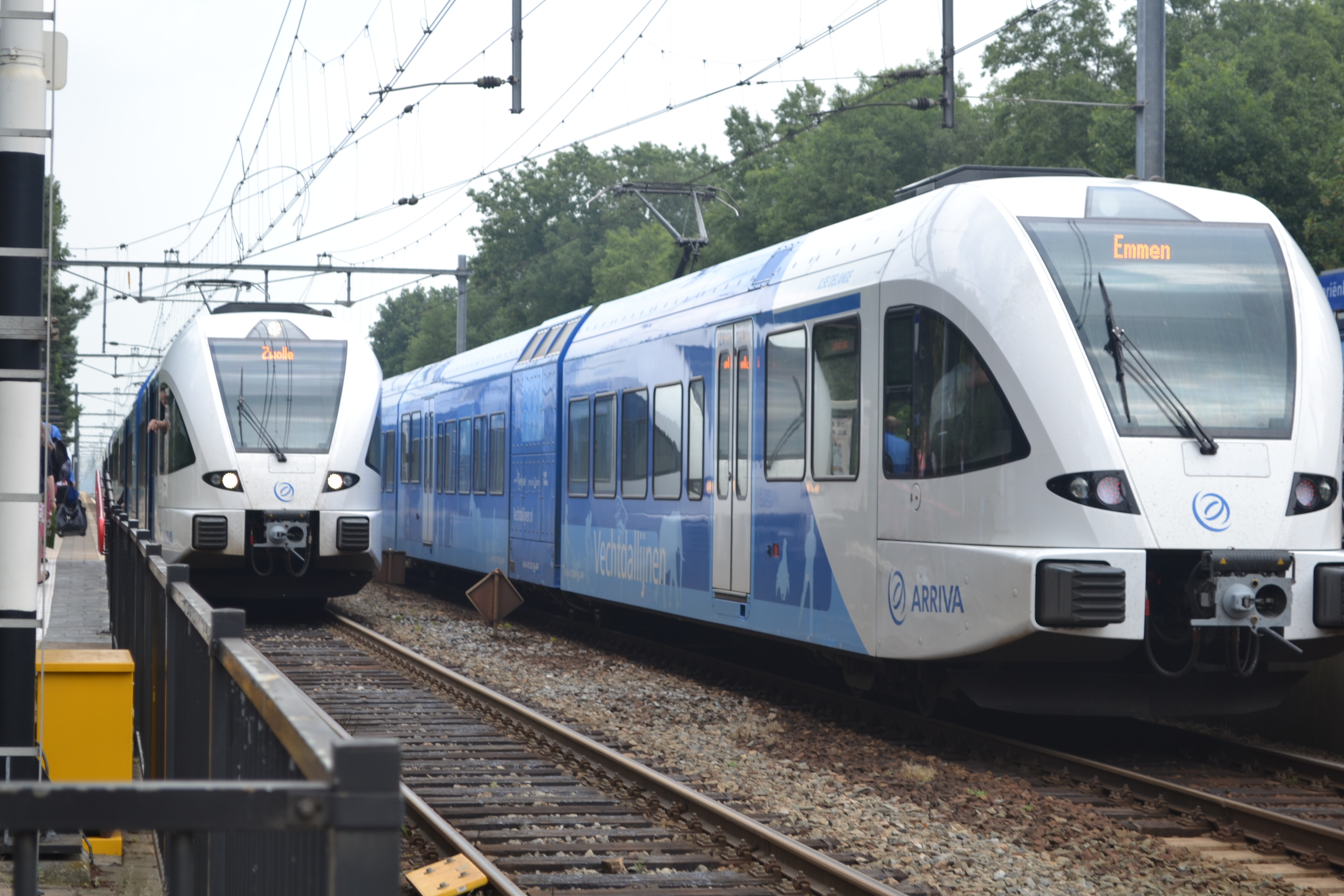
Twee treinstellen van de Vechtdallijnen te Mariënberg

|  | Concessie                       | Vervoerder      | Contracttermijn         | Opmerkingen |
|  | ------------------------------- | --------------- | ----------------------- | --- |
|  | Treindienst Zwolle – Emmen      | NS Reizigers    | 09-12-2007 – 08-12-2012 | Oorspronkelijk tot 12-12-2009 |
|  | Treindienst Almelo – Mariënberg | Connexxion      | 01-06-2007 – 07-12-2013 | Onderdeel van concessie Twente, uitbesteed aan Syntus. |
|  | Treindienst Almelo – Mariënberg | Connexxion      | 01-06-2007 – 07-12-2013 | Onderdeel van concessie Twente, uitbesteed aan Syntus. |
|  | Vechtdallijnen                  | Arriva          | 09-12-2012 – 09-12-2028 | Almelo - Hardenberg werd per 08-12-2013 bij deze concessie gevoegd. Concessie liep oorspronkelijk tot 11-12-2027 en wordt sinds december 2017 als Blauwnet uitgevoerd. |
|  | Vechtdallijnen                  | Arriva (RRReis) | 10-12-2028 – 12-12-2043 | |

#### Treindienst Hengelo – Bad Bentheim
Lange tijd stopten vrijwel alle internationale treinen richting Noord-Duitsland en verder in Oldenzaal. Zo had de stad rechtstreekse verbindingen met Duitse steden enerzijds en de Randstad anderzijds. Op de tijdstippen dat er geen internationale treinen reden, reden er pendeltreinen tussen Hengelo en Oldenzaal. Met ingang van de dienstregeling 1992/'93 kwam er een einde aan stoppende internationale treinen.
Vanaf 12 december 2010 exploiteerden Syntus en de Bentheimer Eisenbahn bij wijze van proef gezamenlijk een treindienst tussen Hengelo en Bad Bentheim, die stopte in Oldenzaal. Deze treindienst was bedoeld als aanvulling op de internationale intercity-verbinding tussen Amsterdam en Berlijn, die eens in de twee uur rijdt, en sloot in Bad Bentheim aan op de stoptrein naar Bielefeld. De uurdienst bleek niet succesvol en na de drie jaar durende proef werd de dienst op 8 december 2013 beëindigd.
Vanaf 14 januari 2018 is de nieuwe treindienst van Keolis Deutschland tussen Bielefeld en Bad Bentheim verlengd naar Hengelo. Hiermee is er een frequente treindienst tussen Twente en Duitsland.
|  | Concessie                                      | Vervoerder         | Concessietermijn        | Opmerkingen                             |
|  | ---------------------------------------------- | ------------------ | ----------------------- | --------------------------------------- |
|  | Treindienst Hengelo – Oldenzaal – Bad Bentheim | Syntus             | 12-12-2010 – 07-12-2013 |                                         |
|  | Treindienst Hengelo – Bad Bentheim – Bielefeld | Keolis Deutschland | 14-01-2018 – 11-12-2032 | Onderdeel van het Teutoburger Wald-netz |

### Flevoland

#### IJsselmond
De provincies Overijssel en Flevoland werkten in de concessie IJsselmond met elkaar samen. Dat concessiegebied behelste Noordwest-Overijssel (Kampen, Genemuiden, Steenwijk, maar niet de Kamperlijn), Noordoostpolder (Emmeloord e.o.) en Oostelijk-Flevoland (Dronten e.o.).
Bij de eerste openbare aanbesteding in 2005 werd de concessie gewonnen door Connexxion. In oostelijk Flevoland reed Connexxion al en het andere deel werd overgenomen van Arriva.
- In juni 2010 werd gestart met een nieuwe aanbestedingsronde voor de concessie met als ingangsdatum 4 september 2011. In deze concessie waren ook de stadsdienst Lelystad en de nieuwe tramlijn Zwolle – Kampen opgenomen. De concessie werd niet gegund omdat geen van de inschrijvende vervoerders aan de gestelde eisen en het budget kon voldoen.
- In januari 2011 startte de tweede poging. De ingangsdatum werd opgeschoven naar december 2012 en de stadsdienst Lelystad en de tramlijn werden weer uit de concessie gehaald. Nieuw was wel de Qliner 345 tussen Lelystad en Emmeloord, terwijl de Hanzeliner uit de concessie zou verdwijnen. Connexxion en de combinatie Noot Ede / Regiotaxi de Vallei dienden een offerte in.[41] Ook deze concessie werd niet gegund omdat beide inschrijvers boven het beschikbare budget zaten.
- Na de zomer van 2012 werd een tijdelijke concessie van 1 jaar uitgeschreven, omdat de lopende concessie niet meer verder verlengd kon worden. Deze concessie werd in oktober 2012 aan Connexxion gegund.[42][43][44]
- In februari 2013 startte de derde poging. Ook deze aanbesteding verliep niet geheel soepel, waardoor de gunningsdatum diverse malen werd opgeschoven. Op 5 juni 2013 werd bekend dat DVG IJsselmond, OV Regio IJsselmond (een dochteronderneming van Connexxion), Syntus, Noot Touringcar Ede en Arriva een offerte hadden ingediend. Begin juli 2013 is de concessie voorlopig gegund aan OV Regio IJsselmond. Syntus tekende bezwaar aan tegen deze gunning, maar trok het bezwaar in oktober 2013 terug.[45]

|  | Concessie                                     | Vervoerder          | Contracttermijn         | Opmerkingen                   |
|  | --------------------------------------------- | ------------------- | ----------------------- | ----------------------------- |
|  | Oostelijk Flevoland                           | Connexxion          | 10-05-1999 – 03-09-2005 |                               |
|  | Noordwest-Overijssel en Noordoostpolder Noord | Arriva              | 30-09-1998 – 03-09-2005 |                               |
|  | IJsselmond                                    | Connexxion          | 04-09-2005 – 08-12-2012 | Oorspronkelijk tot 04-09-2011 |
|  | IJsselmond                                    | Connexxion          | 09-12-2012 – 07-12-2013 |                               |
|  | IJsselmond                                    | OV Regio IJsselmond | 08-12-2013 – 09-12-2023 |                               |

#### Lelystad
De gemeente Lelystad was op basis van delegatie door de provincie Flevoland verantwoordelijk voor de stadsdienst Lelystad.
Het stadsvervoer in Lelystad zou in 2011 geïntegreerd worden in de concessie IJsselmond. De aanbesteding van die concessie mislukte. De concessie Lelystad kon echter niet verder verlengd worden. Hierdoor was een aparte aanbesteding noodzakelijk.

#### Walibi Express
De bus rijdt alleen naar Walibi Holland Biddinghuizen wanneer deze geopend is. Op 8 december 2013 nam OV Regio IJsselmond het busvervoer over van Connexxion. De uitvoering van lijn 247 bleef in handen van Smit Reizen uit Harderwijk. Ook bij het overgaan van de concessie naar EBS IJssel-Vecht bleef Smit (nu Gebo Tours) lijn 247 rijden.
Sluit het park bijvoorbeeld om 17:00 uur, dan vervalt de avonddienstregeling. In mei, juni en juli rijdt de bus iedere dag. In april, september en oktober buiten de schoolvakanties alleen op vrijdag, zaterdag en zondag.
Op hele drukke dagen, zoals een zomerevenement of Halloween Fright Nights, versterkt OV Regio IJsselmond.

#### Airport Express
De toekomstige busverbinding tussen station Lelystad en Lelystad Airport komt los te staan van de stadsdienst. De buslijn wordt ook niet automatisch verzorgd door het vervoersbedrijf dat de stadsdienst in Lelystad verzorgt. Dat bleek uit een besluit van de provincie. Wel stond vast dat de bus via een aparte busbaan zal gaan rijden.
De Airport Express heeft maandag 4 maart 2019 symbolisch de eerste rit gereden. De elektrische bus moet van station Lelystad Centrum naar het vliegveld rijden. Na de rit werd symbolisch de overeenkomst getekend tussen de provincie, gemeente Lelystad, Arriva en Lelystad Airport. Arriva gaat de lijn tot en met maart 2030 exploiteren.
|  | Concessie                                | Vervoerder                     | Contracttermijn         | Opmerkingen                                                                                        |
|  | ---------------------------------------- | ------------------------------ | ----------------------- | -------------------------------------------------------------------------------------------------- |
|  | Lelystad                                 | Flevodienst                    | 01-05-1959 – 31-12-1980 | |
|  | Lelystad                                 | Verenigde Autobus Diensten VAD | 01-01-1981 – 28-05-1994 | |
|  | Lelystad                                 | Midnet                         | 29-05-1994 – 09-05-1999 | |
|  | Lelystad                                 | Connexxion                     | 10-05-1999 – 31-12-2003 | Werd gereden als Lelybus                                                                           |
|  | Lelystad                                 | Connexxion                     | 01-01-2004 – 03-09-2011 | Oorspronkelijk tot 01-01-2010                                                                      |
|  | Lelystad Formule: - Lelystad geeft lucht | Arriva                         | 04-09-2011 – 11-12-2021 | |
|  | Airport Express                          | Arriva                         | 01-04-2020 - 31-03-2030 | Cocessie nog niet gestart vanwege het niet open gaan van Lelystad Airport voor passagiersvluchten. |

#### Concessie Almere
De provincie Flevoland heeft de taken betreffende het stads- en streekvervoer in Almere gedelegeerd naar de gemeente Almere. Vervoerder Connexxion heeft jarenlang de stads- en streekdiensten in en om Almere verzorgd. Dit gebied werd voor mei 1999 geëxploiteerd door Midnet. De stadsdienst en het streekvervoer in Almere werden in 2003 als losse concessies voor het eerst openbaar aanbesteed. Connexxion won deze aanbestedingen en hierdoor bleef het gebied tot zeker eind 2009 in handen van de vervoerder. Bij de nieuwe aanbesteding werden de twee concessies samengevoegd. Hier was Connexxion de enige inschrijver, waardoor zij de concessie won.
Het college van B en W van de gemeente Almere heeft op 8 maart 2016 het bestek voor de Europese openbare aanbesteding van het busvervoer Almere in de periode 2018-2027 vastgesteld. Op 8 juli 2016 hebben de volgende vervoerders ingeschreven op de concessie: Arriva, Connexxion, EBS en Syntus. Op 27 september 2016 werd bekend dat per 10 december 2017 de concessie aan Keolis Nederland (voorheen Syntus) werd gegund.
|  | Concessie                      | Vervoerder       | Contracttermijn         |                                             |
|  | ------------------------------ | ---------------- | ----------------------- | ------------------------------------------- |
|  | Stadsvervoer Almere            | Connexxion       | 14-12-2003 – 12-12-2009 |                                             |
|  | Streekvervoer Almere           | Connexxion       | 14-12-2003 – 12-12-2009 |                                             |
|  | Stads- en streekvervoer Almere | Connexxion       | 01-01-2010 – 09-12-2017 | De stadsdienst werd gereden als Maxx Almere |
|  | Busvervoer Almere              | Keolis Nederland | 10-12-2017 – 10-12-2027 | de stadsdienst wordt gereden als AllGo      |
|  | Busvervoer Almere              |                  | 11-12-2027 – 12-06-2037 |                                             |

### Gelderland

#### Concessie Veluwe

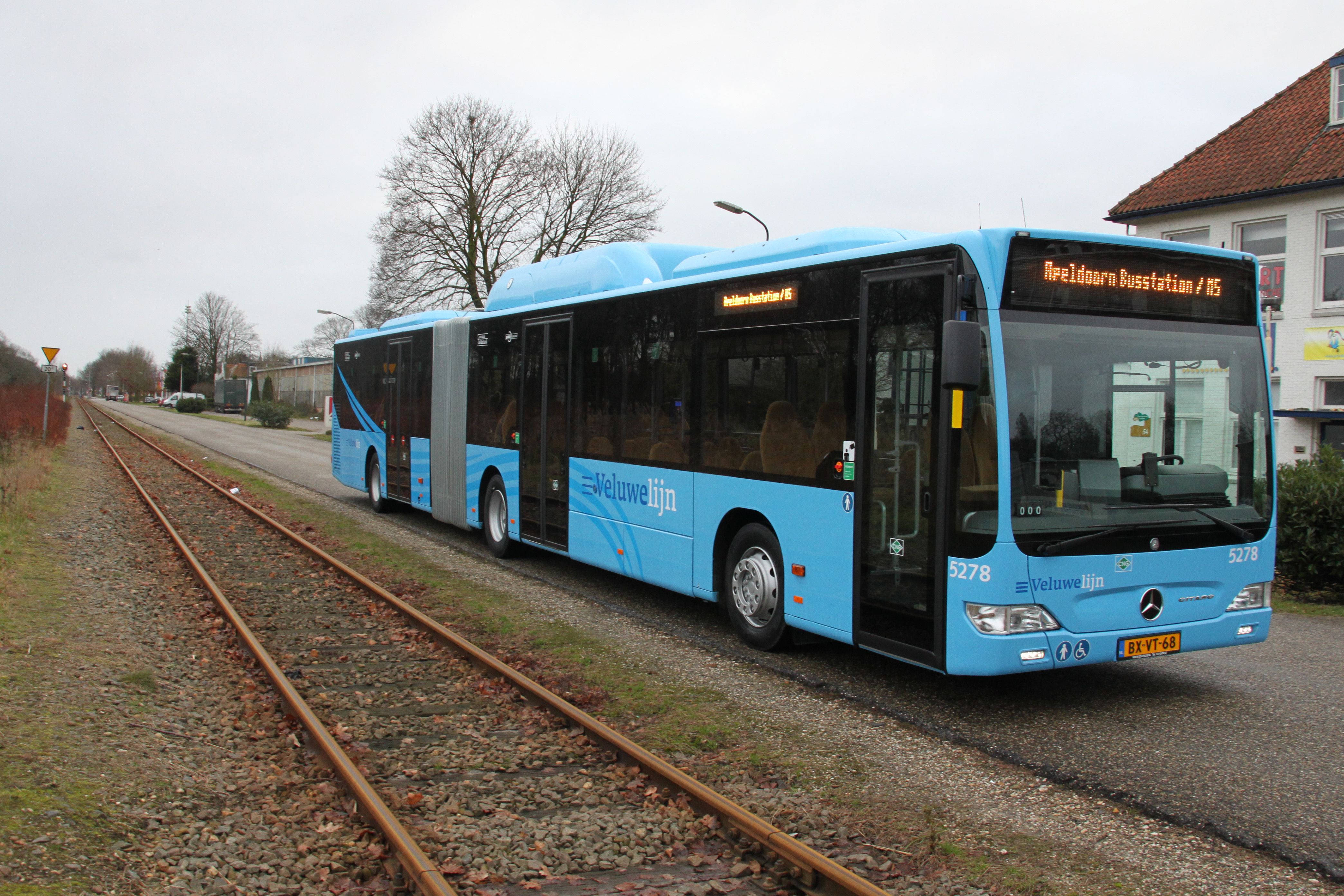
De Veluwelijn valt onder verantwoordelijkheid van de provincie Gelderland

Op de Veluwe reed van 1923 tot 1981 de VAD. Dit bedrijf fuseerde met de Flevodienst tot Verenigde Autobus Diensten VAD. De lijnen in Ede en Wageningen werden geëxploiteerd door Centraal Nederland. In 1994 werd de VAD overgenomen door fusiebedrijf Midnet en in mei 1999 fuseerde dat bedrijf tot Connexxion. In 2004 werd het openbaar vervoer op de Veluwe voor het eerst openbaar aanbesteed en ging over van Connexxion naar BBA. BBA ging al snel over in handen van Veolia Transport. Het gebied omvatte alle buslijnen in de Veluwe (Noordwest-Gelderland) inclusief stadsdiensten Apeldoorn, Ede en Harderwijk en de busdiensten van de Vallei- en Veluwelijn. Het gebied is in 2010 voor de tweede keer aanbesteed. Syntus heeft die aanbesteding gewonnen. Na afloop van die concessie in december 2020 is het gebied opgenomen in de concessie IJssel-Vecht. Na twee jaar werd het gebied Veluwe-Zuid (regio Ede/Wageningen) van IJssel-Vecht afgesplitst naar een eigen concessie. Deze wordt door Hermes gereden. In juni 2026 wordt deze concessie samengevoegd met de concessie Arnhem-Nijmegen.
|  | Concessie   | Vervoerder        | Contracttermijn         | Opmerkingen                                                        |
|  | ----------- | ----------------- | ----------------------- | ------------------------------------------------------------------ |
|  | Veluwe Oost | Connexxion        | ?? – 11-12-2004         |                                                                    |
|  | Veluwe West | Connexxion        | ?? – 11-12-2004         |                                                                    |
|  | Veluwe      | BBA/Connex Groep  | 12-12-2004 – 11-12-2010 | Vanaf 08-09-2007 werd de concessie uitgevoerd als Veolia Transport |
|  | Veluwe      | Syntus Gelderland | 12-12-2010 – 12-12-2020 | Oorspronkelijk tot 10-12-2016                                      |
|  | Veluwe Zuid | Hermes            | 11-12-2022 – 30-6-2026  | Deze concessie wordt uitgevoerd onder de naam RRReis.              |

#### Concessie Valleilijn
Er is een aparte lijnconcessie voor de gedecentraliseerde treindienst op de Valleilijn tussen Amersfoort en Ede-Wageningen. De Autoriteit Consument en Markt (ACM) heeft de tarieven en voorwaarden van spoorbeheerder ProRail en andere ondernemingen voor het gebruik van dienstvoorzieningen voor de treindienst van de Valleilijn goedgekeurd. De Spoorwegwet verplicht ProRail en de andere betrokken ondernemingen om hun aanbod ter goedkeuring aan de ACM voor te leggen voordat een aanbesteding begint. Dit moet ervoor zorgen dat er een gelijk speelveld is voordat de aanbesteding start.
|  | Concessie                               | Vervoerder       | Contracttermijn         | Opmerkingen                                                                          |
|  | --------------------------------------- | ---------------- | ----------------------- | ------------------------------------------------------------------------------------ |
|  | Treindienst Amersfoort - Ede-Wageningen | Connexxion       | 10-12-2006 – 09-12-2023 | Oorspronkelijk tot 11-12-2016. De concessie werd uitgevoerd onder de naam Valleilijn |
|  | Treindienst Amersfoort - Ede-Wageningen | Keolis Nederland | 10-12-2023 – 13-12-2036 | De concessie wordt uitgevoerd onder de naam RRReis                                   |

#### Concessie Achterhoek-Rivierenland
De provincie Gelderland heeft ook de zeggenschap over het openbaar vervoer in de regio's Achterhoek en Rivierenland.
In de Achterhoek werkten vanaf 1991 de NS en de voormalige Gelderse Streekvervoer Maatschappij (GSM, later gefuseerd tot GVM en vervolgens Oostnet) samen in het project Integratie Gelderland Oost. Doel daarvan was de integratie tussen trein en bus in deze regio. In mei 1999 ontstond hieruit het vervoerbedrijf Syntus. Syntus verzorgde tot eind 2010 het bus- en treinvervoer in de Achterhoek en was hierdoor een vertrouwd gezicht.
De regio Rivierenland werd al in 2003 voor het eerst openbaar aanbesteed en gegund aan Arriva ten koste van Hermes.
In 2010 werden beide concessiegebieden gezamenlijk aanbesteed met de lokale treindiensten. De concessie werd gewonnen door Arriva. Reizigers waren niet erg blij dat Syntus hierdoor uit de Achterhoek verdween.
Op 11 mei 2017 werd bekend gemaakt dat de concessie Achterhoek-Rivierenland met 5 jaar wordt verlengd. Dit geldt voor zowel de trein- als de busdiensten.
De treindiensten Arnhem – Tiel, Arnhem – Winterswijk en Zutphen – Winterswijk vielen onder beheer van plusregio Stadsregio Arnhem Nijmegen (SAN).
|  | Concessie                         | Vervoerder | Contracttermijn                                              | Opmerkingen                            |
|  | --------------------------------- | ---------- | ------------------------------------------------------------ | -------------------------------------- |
|  | Achterhoek                        | Syntus     | 01-01-2002 – 13-12-2010                                      | Oorspronkelijk tot 12-12-2009          |
|  | Rivierenland                      | Hermes     | 1995 – 31-12-2002                                            |                                        |
|  | Rivierenland                      | Arriva     | 01-01-2003 – 13-12-2010                                      | Oorspronkelijk tot 31-12-2008          |
|  | Treindienst Arnhem – Tiel         | Syntus     | 10-12-2005 – 12-12-2009 (onderhands verlengd tot 08-12-2012) |                                        |
|  | Treindienst Arnhem – Winterswijk  | Syntus     | 31-05-2005 – 12-12-2009 (onderhands verlengd tot 08-12-2012) |                                        |
|  | Treindienst Zutphen – Winterswijk | Syntus     | 30-05-1999 – 12-12-2009 (onderhands verlengd tot 08-12-2012) |                                        |
|  | Treindienst Zutphen – Apeldoorn   | RegioNS    | 12-12-2004 – 12-12-2009 (onderhands verlengd tot 08-12-2012) |                                        |
|  | Achterhoek – Rivierenland         | Arriva     | 12-12-2010 – 13-12-2025                                      | Oorspronkelijk tot 12-12-2020          |
|  | Achterhoek – Rivierenland         | Arriva     | 14-12-2025 – 08-12-2035                                      | Wordt uitgevoerd onder de naam RRReis. |

#### Concessie Arnhem Nijmegen
De plusregio Stadsregio Arnhem Nijmegen was sinds 1988 een samenwerkingsverband van 2006 tot en met 2014 als plusregio verantwoordelijk voor het openbaar vervoer binnen deze regio.
Connexxion exploiteerde sinds mei 1999 voor plusregio Knooppunt Arnhem Nijmegen de trolleybus in Arnhem en een aantal 'gewone' buslijnen tussen Arnhem en Nijmegen. Connexxion kreeg de concessies in 2001, 2004 en 2007 onderhands toebedeeld. Bij de aanbesteding in 2009 werden KAN Noord en KAN Zuid samengevoegd tot één concessie. KAN Zuid werd eerder gezamenlijk uitgevoerd door Novio en Hermes en bevat veel lijnen vanuit Nijmegen naar omliggende plaatsen. De concessie werd gewonnen door Connexxion's dochteronderneming Novio die de lijnen exploiteert onder de productformule Breng. Sinds 9 december 2012 is Connexxion's dochteronderneming Hermes concessiehouder. Naast de busverbindingen werd de nieuwe vervoerder vanaf 10 december 2012 ook verantwoordelijk voor de treindienst Arnhem – Doetinchem v.v. (exclusief de doorgaande diensten Arnhem – Doetinchem – Winterswijk v.v.) en de stadsregiotaxi.
In juli 2026 zal deze concessie samengevoegd worden met de concessie Veluwe Zuid en Arnhem-Nijmegen-Foodvalley gaan heten.
|  | Concessie                       | Vervoerder      | Contracttermijn         | Opmerkingen                                                      |
|  | ------------------------------- | --------------- | ----------------------- | ---------------------------------------------------------------- |
|  | KAN noord                       | Connexxion      | 01-01-2002 – 12-12-2009 |                                                                  |
|  | KAN zuid                        | Novio en Hermes | 01-01-2002 – 12-12-2009 |                                                                  |
|  | Treindienst Arnhem – Doetinchem | Syntus          | 31-05-2005 – 08-12-2012 |                                                                  |
|  | Stadsregio Arnhem Nijmegen      | Novio           | 13-12-2009 – 08-12-2012 | Werd gereden onder de naam Breng                                 |
|  | Arnhem Nijmegen                 | Hermes          | 09-12-2012 – 27-06-2026 | Oorspronkelijk tot 10-12-2022. Wordt gereden onder de naam Breng |
|  | Arnhem-Nijmegen-Foodvalley      | Transdev        | 28-06-2026 – 28-06-2036 | Wordt gereden onder de naam RRReis                               |

#### Arnhem – Emmerich – Düsseldorf
De RB 35 treinen op de spoorlijn Düsseldorf Hauptbahnhof – Emmerich worden vanaf 11 december 2016 als RE 19 gereden door Abellio Rail. Vanaf 6 april 2017 worden RE 19-treinen doorgetrokken naar Arnhem.
|  | Concessie                                                     | Vervoerder       | Contracttermijn         | Opmerkingen                                       |
|  | ------------------------------------------------------------- | ---------------- | ----------------------- | ------------------------------------------------- |
|  | Treindienst Arnhem – Emmerich – Düsseldorf                    | Abellio Rail NRW | 06-04-2017 – 31-12-2022 | Abellio NRW is in januari 2022 failliet verklaard |
|  | Rhein-IJssel Express (Treindienst Arnhem-Emmerich-Düsseldorf) | VIAS GmbH        | 01-02-2022 - 11-12-2018 |                                                   |

### Concessie Overijssel, Flevoland en Gelderland
In het voorjaar van 2017 werd de wens van de provincies Overijssel, Flevoland en Gelderland om de zeven bestaande concessies samen te voegen tot drie concessies. Niet de provinciegrenzen, maar reizigersstromen moesten het vertrekpunt zijn voor de concessie-indeling.
Een herindeling van de zeven huidige busconcessies in drie grote concessies in pakt voordeliger uit voor reizigers, het concessiebeheer en de regionale economie. Voor vervoerders zijn er zowel voor- als nadelen. De drie concessies hadden tot de grootste aanbestede concessies in Nederland behoord. De drie concessies hadden de namen 
IJssel-Vecht, Berkel-Dinkel en  Rijn-Waal moeten krijgen en onder de naam RRReis uitgevoerd gaan worden. Na kritiek is besloten om alleen de concessie IJssel-Vecht door te laten gaan.
De vervoerbedrijven Arriva, Connexxion, EBS en Keolis hebben zich ingeschreven voor de Europese aanbesteding voor het busvervoer in de streek IJssel-Vecht.
De provincies Overijssel, Gelderland en Flevoland hebben eind september 2019 de concessie IJssel-Vecht gegund aan vervoerder Keolis. Vanaf 13 december 2020 zou Keolis Nederland voor tien jaar de vervoerder in de concessies Veluwe en Midden-Overijssel onder de naam RRReis zijn. Vanaf eind 2021 zou het bedrijf ook aan de slag gaan in Lelystad en vanaf 2023 in het concessiegebied IJsselmond. Het contract had een waarde van 900 miljoen euro en werd uitgevoerd met meer dan 300 elektrische voertuigen. Daarmee was het de grootste Nederlandse elektrische vloot, aldus Keolis. In samenwerking met de opdrachtgevers werd een deel van de laadinfrastructuur gerealiseerd voor de elektrische voertuigen. Daarnaast zorgde Keolis voor capaciteit op de eigen stallinglocaties.
Vervoerder Keolis zou volgens de opdrachtgevers opzettelijk onjuiste informatie hebben verstrekt bij de aanbesteding. In mei van 2020 werd bekend dat er gesjoemeld was door de vervoerder, er zou sprake zijn van geheime, frauduleuze afspraken. Spoedig daarna gaf Keolis aan afstand te nemen van elk gedrag dat niet integer was en heeft de betrokkenen ontslagen, maar dat is voor de provincies niet voldoende om de concessie niet in te trekken.
De opdrachtgevers en Keolis zijn overeengekomen dat Keolis nog wel van december 2020 tot en met december 2022 een noodconcessie uitvoert. De concessie werd hierop opnieuw aanbesteed en gewonnen door EBS.
|  | Concessie    | Vervoerder      | Contracttermijn         | Opmerkingen                                                        |
|  | ------------ | --------------- | ----------------------- | ------------------------------------------------------------------ |
|  | IJssel-Vecht | Keolis (RRReis) | 13-12-2020 - 10-12-2022 | Oorspronkelijk tot 14-12-2030                                      |
|  | IJssel-Vecht | EBS             | 11-12-2022 - 08-12-2035 | Lelystad en IJsselmond kwamen in december 2023 bij deze concessie. |

### Utrecht

#### Utrecht (provincie)
Het (noord)oosten en westen van de provincie Utrecht is sinds 2008 één concessiegebied en bevat behalve streekdiensten ook de stadsdiensten in Amersfoort, Soest en Woerden.
Syntus won de concessie om vanaf 11 december 2016 de streekbussen in de provincie Utrecht en de stadsbussen in Amersfoort rijden.
Connexxion maakte echter bezwaar tegen de gunning. Het College van Beroep voor het bedrijfsleven (CBb) heeft op maandag 21 november 2016 besloten dat het bezwaar van Connexxion ongeldig was en dat Syntus het vervoer in de provincie Utrecht mag verzorgen.
|  | Concessie               | Vervoerder             | Contracttermijn         | Opmerkingen                      |
|  | ----------------------- | ---------------------- | ----------------------- | -------------------------------- |
|  | Utrecht Zuidwest        | Connexxion             | 01-01-2004 – 13-12-2008 |                                  |
|  | Stadsvervoer Amersfoort | Connexxion             | 15-12-2002 – 13-12-2008 |                                  |
|  | Noordwest Utrecht       | BBA                    | 15-12-2002 – 13-12-2008 | Oorspronkelijk tot 09-12-2006    |
|  | Utrecht Oost            | Stadsvervoer Nederland | 12-12-2004 – 13-12-2008 |                                  |
|  | Provincie Utrecht       | Connexxion             | 14-12-2008 – 10-12-2016 |                                  |
|  | Provincie Utrecht       | Syntus Utrecht         | 11-12-2016 – 13-12-2025 | Oorspronkelijk tot 09-12-2023    |
|  | Utrecht Buiten          | Keolis Nederland       | 14-12-2025 – 08-12-2035 | Wordt gereden onder de naam U-OV |

#### Utrecht (stadsregio)

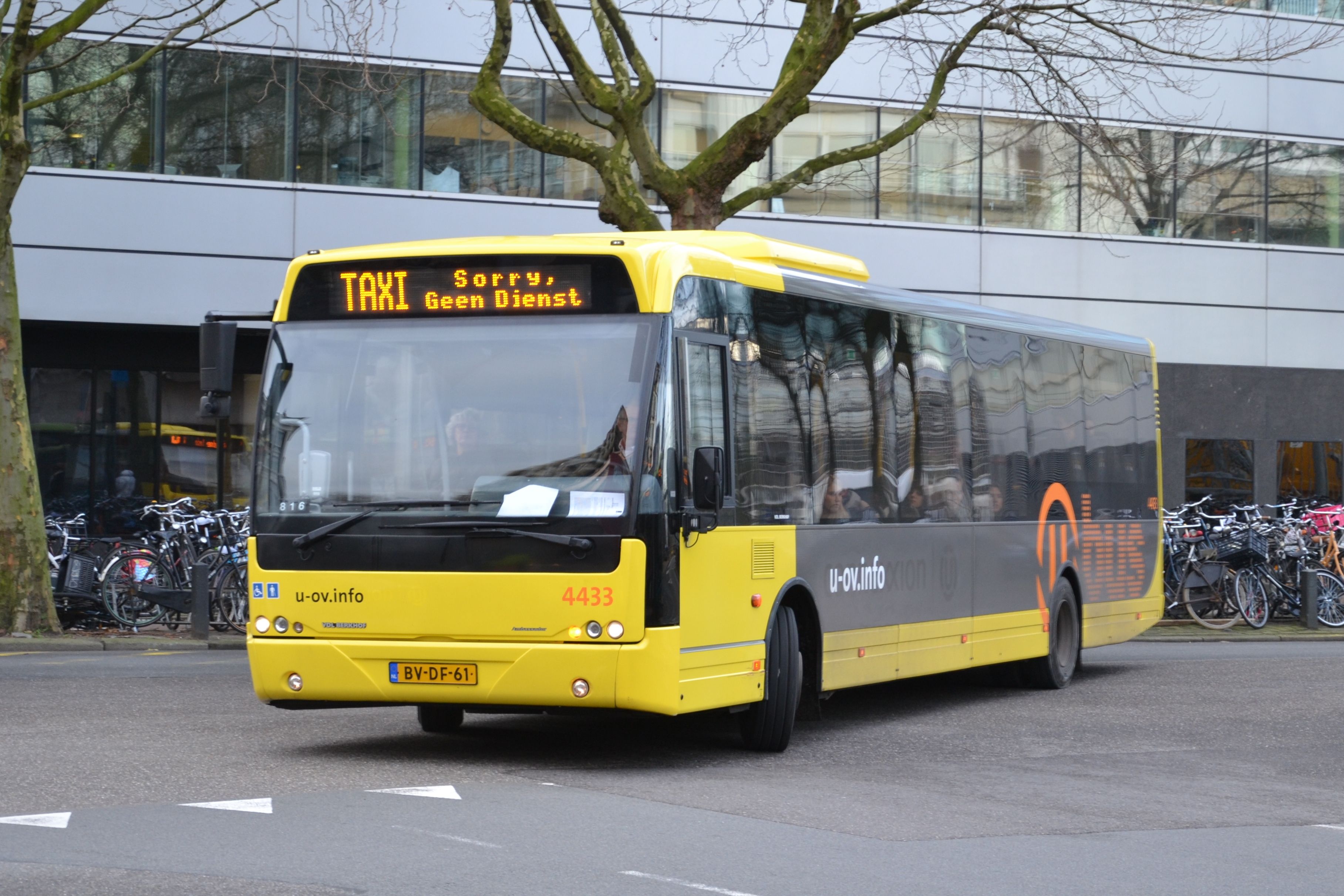
Al het bus- en trammaterieel in het BRU-gebied rijdt rond in een heldergeel/donkergrijze kleurstelling.

Het busvervoer dat onder Bestuur Regio Utrecht valt, was tot eind 2013 verdeeld in drie concessies. Er was een concessie voor al het stadsvervoer binnen de gemeente Utrecht, diverse buslijnen tussen Utrecht en Maarssen en enkele lijnen in het buitengebied ten noorden van de stad. Daarnaast was er een concessie voor het streekbusvervoer van en naar de gemeenten Nieuwegein, Houten, IJsselstein, Vianen, De Bilt, Zeist en Bunnik. Ook de Utrechtse sneltram behoort tot deze concessie. De derde concessie was een vergunning voor 12 spitsbussen in deze regio. Sinds het einde van 2013 zijn al deze concessies samengevoegd.
Aanvankelijk was deze concessie gegund aan Qbuzz, maar nadat Connexxion naar de rechter was gestapt is dit besluit geschorst. Op 29 augustus 2011 werd bekend dat Qbuzz alsnog de concessie zou mogen uitvoeren. De start van de nieuwe concessie werd met een jaar uitgesteld en zou ingaan op 9 december 2012. Connexxion ging opnieuw met succes in beroep tegen deze gunning.
Daarop werd een geheel nieuwe aanbestedingsprocedure gestart. Op 8 oktober 2012 werd door BRU bekendgemaakt dat Qbuzz ook bij deze aanbesteding de beste prijs-kwaliteitverhouding bood en vanaf december 2013 het busvervoer in de Utrechtse stadsregio zal gaan verzorgen. Echter op 9 november 2012 werd bekendgemaakt dat Connexxion, die onder de naam OV Regio Utrecht B.V. ook had ingeschreven, weer beroep aantekende tegen de uitspraak.
Op 14 januari 2013 maakte BRU bekend dat de bezwaren tegen het gunningsbesluit, die door een onafhankelijke commissie waren onderzocht, ongegrond zijn verklaard. Connexxion tekende hiertegen beroep aan bij het College van Beroep voor het bedrijfsleven. Op 2 mei 2013 besliste dit College van Beroep voor het bedrijfsleven dat de gunning van de concessie aan Qbuzz in stand blijft en daarmee onherroepelijk is. Door alle juridische procedures kon de concessie pas eind 2013 ingaan. Met de start van de nieuwe concessie is er een einde gekomen aan stadsvervoerbedrijf GVU.
In 2016 werd de BRU opgeheven en overgedragen aan de gelijknamige provincie Utrecht.
|  | Concessie                               | Vervoerder | Contracttermijn         | Opmerkingen |
|  | --------------------------------------- | ---------- | ----------------------- | --- |
|  | Utrecht Zuidwest                        | Connexxion | 15-12-2002 – 10-12-2004 | Een deel van de lijnen werd op 31-12-2003 afgesplitst naar een nieuwe concessie Utrecht Zuidwest die onder de provincie viel. |
|  | Heuvelrug                               | Connexxion | 15-12-2002 – 11-12-2004 | |
|  | Heuvelrug                               | Connexxion | 12-12-2004 – 13-12-2008 | |
|  | BRU Zuid                                | Connexxion | 12-12-2004 – 13-12-2008 | |
|  | Streekvervoer Wijk bij Duurstede        | Connexxion | 01-01-2004 – 13-12-2008 | |
|  | Stadsvervoer Utrecht                    | GVU        | 15-12-2002 – 31-12-2005 | |
|  | Stadsvervoer Utrecht                    | GVU        | 01-01-2006 – 07-12-2013 | Oorspronkelijk tot 10-12-2011                                                                                                 |
|  | Sneltram Utrecht-Nieuwegein-IJsselstein | Connexxion | 12-12-2004 – 13-12-2008 | |
|  | Regiovervoer Utrecht                    | Connexxion | 14-12-2008 – 07-12-2013 | Oorspronkelijk tot 10-12-2011                                                                                                 |
|  | Spitsvervoer Utrecht                    | Connexxion | 14-12-2008 – 07-12-2013 | Oorspronkelijk tot 10-12-2011                                                                                                 |
|  | Regio Utrecht                           | Qbuzz      | 08-12-2013 – 09-12-2023 | Deze concessie wordt uitgevoerd onder de naam U-OV                                                                            |
|  | Utrecht Binnen                          | Transdev   | 14-12-2025 – 08-12-2035 | Deze concessie wordt uitgevoerd onder de naam U-OV.                                                                           |

### Noord-Holland

#### Concessie Gooi en Vechtstreek
Gooi en Vechtstreek omvat het busvervoer in de streek rondom Hilversum in de provincie Noord-Holland, inclusief de stadsdiensten in Hilversum en Huizen. Eerder reden hier Centraal Nederland en Midnet. De Gooise buslijn 320, tussen Amsterdam en Hilversum via Huizen, werd gedeeltelijk gereden door de firma Pouw Vervoer, in opdracht van Connexxion. Op 17 mei 2018 werd bekend dat de concessie met twee jaar werd verlengd, tot halverwege 2021.
De provincie stelde verschillende eisen aan de vervoerder in de nieuwe concessie, die het busvervoer mag verzorgen in de gemeenten Blaricum, Gooise Meren, Hilversum, Huizen, Laren, Weesp en Wijdemeren. De provincie heeft de ambitie dat uiterlijk aan het einde van de concessie al het vervoer zero emissie uitgevoerd moet worden. De concessieperiode duurt van 11 juli 2021 tot 14 december 2030. De vervoerders Transdev Nederland, EBS en Arriva hebben een bod gedaan op de concessie Gooi en Vechtstreek. De nieuwe vervoerder moet in zijn bod dus aangeven welk transitiepad hij wil volgen om de inzet van zero emissie-materieel te realiseren. De vervoerder krijgt veel ruimte voor dit transitiepad, maar de provincie eist wel dat alle lijnen, behalve Rnet-lijn 320, in fase 2 geen uitstoot meer hebben. Fase 2 gaat in nadat de busbaan HOV in ’t Gooi in gebruik is genomen. Dat moet gaan gebeuren op 11 december 2022.
|  | Concessie           | Vervoerder | Contracttermijn         | Opmerkingen                   |
|  | ------------------- | ---------- | ----------------------- | ----------------------------- |
|  | Gooi en Vechtstreek | Connexxion | 11-12-2005 – 16-07-2011 | Oorspronkelijk tot 01-07-2011 |
|  | Gooi en Vechtstreek | Connexxion | 17-07-2011 – 10-07-2021 | Oorspronkelijk tot 31-06-2019 |
|  | Gooi en Vechtstreek | Transdev   | 11-07-2021 – 14-12-2030 |                               |

#### Concessie Noord-Holland Noord
De concessie Noord-Holland Noord omvat alle streekbusdiensten in de gemeenten Alkmaar, Bergen, Castricum, Den Helder, Dijk en Waard, Drechterland, Enkhuizen, Heiloo, Hollands Kroon, Hoorn, Koggenland, Medemblik, Opmeer, Schagen, Stede Broec en Texel, inclusief stadsdiensten van Alkmaar, van Hoorn en van Den Helder en het vervoer op Texel. Voor Connexxion reed hier NZH en op Texel de AOT.
Minstens vijftig procent van de busvloot in het concessiegebied dient in 2025 emissievrij te rijden. De vervoerder mag daarvoor elektrische bussen inzetten, maar kan ook voor andere schone variant kiezen, zoals waterstof. Deze eis heeft de provincie per 15 september 2016 opgenomen in definitieve Programma van Eisen (PvE) voor de concessie die in 2018 begon.
Aanvankelijk hadden partijen tot de jaarwisseling 2016/2017 de tijd om een bod in te dienen. De provincie heeft de inschrijfdatum naar 2 maart 2017 verplaatst. Vervoerders Arriva, Connexxion, EBS en Syntus hadden een offerte ingediend voor de concessie Noord-Holland Noord. De concessie werd in mei 2017 gegund aan Connexxion.
In 2028 zullen de concessies Noord-Holland Noord en Haarlem-IJmond worden gecombineerd tot een concessie Noordwest Noord-Holland.
|  | Concessie               | Vervoerder | Contracttermijn         | Opmerkingen |
|  | ----------------------- | ---------- | ----------------------- | ----------- |
|  | Noord-Holland Noord     | Connexxion | 15-12-2002 – 13-12-2008 |             |
|  | Stadsdienst Alkmaar     | Connexxion | 15-12-2002 – 13-12-2008 |             |
|  | Noord-Holland Noord     | Connexxion | 14-12-2008 – 21-07-2018 |             |
|  | Noord-Holland Noord     | Connexxion | 22-07-2018 – 15-07-2028 |             |
|  | Noordwest Noord-Holland |            | 16-07-2028 - 2038       |             |

#### Concessie Haarlem-IJmond
De buslijnen in de regio Haarlem-IJmond werden tot mei 1999 gereden door de NZH. Tussen december 2005 en december 2015 werd het vervoer uitgevoerd door Connexxion. Deze concessie wordt gevormd door negen gemeenten, te weten Haarlem, Heemskerk, Heemstede, Bloemendaal, Velsen, Uitgeest, Zandvoort, Beverwijk en een gedeelte van Haarlemmermeer.
Op 4 november 2014 werd duidelijk dat er zich drie inschrijvers voor deze concessie hadden gemeld. Dit waren naast de huidige vervoer Connexxion, ook Syntus en EBS.
Op 20 januari 2015 werd bekend dat Connexxion zou blijven rijden in deze concessie. Echter was dit gebeurd nadat Connexxion in een tweede ronde evenveel punten had gekregen als Syntus. De aanbesteding werd uiteindelijk door loting beslist. Syntus en EBS maakten vervolgens bezwaar tegen deze gunning, omdat o.a. Syntus vond dat ze ernstig benadeeld waren, onder andere door te weinig punten krijgen voor inzet van milieuvriendelijk materieel. In eerste instantie zijn de bezwaren van Syntus en EBS ongegrond verklaard en besloot EBS niet verder te procederen. Syntus heeft echter bezwaar aangetekend bij het College van Beroep voor het Bedrijfsleven. Door alle omstandigheden kon de concessie niet ingaan op 13 december 2015 zoals gepland en werd er een overbruggingsconcessie van maximaal 2 jaar uitgeschreven.
Op 9 augustus 2016 werd bekend dat de door Syntus aangespannen rechtszaak bij het College van Beroep voor het bedrijfsleven werd verloren. Vanaf dat moment was de gunning van de concessie Haarlem-IJmond aan Connexxion definitief. Tevens werd later in 2016 bekend dat de concessie pas op 3 september 2017 zou ingaan.
Het bezwaar van Syntus werd op 9 augustus 2016 door de rechtbank verworpen.
In 2028 zullen de concessies Noord-Holland Noord en Haarlem-IJmond worden gecombineerd tot een concessie Noordwest Noord-Holland.
|  | Concessie        | Vervoerder | Contracttermijn         | Opmerkingen                   |
|  | ---------------- | ---------- | ----------------------- | ----------------------------- |
|  | Haarlem – IJmond | Connexxion | 11-12-2005 – 03-09-2017 | Oorspronkelijk tot 01-07-2011 |
|  | Haarlem – IJmond | Connexxion | 03-09-2017 – 15-07-2028 | Oorspronkelijk tot 11-12-2027 |

#### Fast Flying Ferry
Voor de veerboot over het Noordzeekanaal werd een eigen concessie ingesteld.
|  | Concessie                              | Vervoerder | Contracttermijn         | Opmerkingen |
|  | -------------------------------------- | ---------- | ----------------------- | ----------- |
|  | Fast Flying Ferry IJmuiden – Amsterdam | Connexxion | 27-04-2008 – 01-01-2014 |             |

#### Concessie Waterland
De concessie Waterland viel onder beheer van de Vervoerregio Amsterdam. Vanuit de meeste plaatsen zijn er meerdere busverbindingen naar Amsterdam Centraal. Op de Slochterweg in Amsterdam-Noord rijden op enkele momenten van de dag 28 buslijnen van of naar Amsterdam. In Purmerend heeft elke wijk aansluiting op een snelle buslijn naar Amsterdam, en heeft hiermee een groter marktaandeel dan de trein, in Nederland een unicum. De exploitatie kwam per 11 december 2011 in handen van de Israëlische busvervoerder EBS die de concessie overnam van Arriva. Het hele lijnennet ging toen op de schop, mede door de komst van het R-net. Op 10 december 2015 werd bekend dat EBS de concessie Waterland tot eind 2021 mag exploiteren. Na een aanbesteding in 2022 werd de volgende concessie, die was gecombineerd met de concessie Zaanstreek, weer aan EBS verleend.
|  | Concessie                                                                | Vervoerder                | Contracttermijn         | Opmerkingen                   |
|  | ------------------------------------------------------------------------ | ------------------------- | ----------------------- | ----------------------------- |
|  | Waterland                                                                | Connexxion                | 01-01-2002 – 10-12-2005 |                               |
|  | Waterland                                                                | Arriva                    | 11-12-2005 – 10-12-2011 |                               |
|  | Waterland                                                                | EBS Public Transportation | 11-12-2011 – 09-12-2023 | Oorspronkelijk tot 11-12-2021 |
|  | Na afloop geïntegreerd in de Concessie Zaanstreek-Waterland (2024-2033). |                           |                         |                               |

#### Concessie Zaanstreek
De concessie Zaanstreek viel onder beheer van de Vervoerregio Amsterdam en besloeg de plaatsen Assendelft, Koog aan de Zaan, Krommenie, Westknollendam, Westzaan, Wormerveer, Zaandam inclusief stadsdienst, Zaandijk en Oostzaan. Zie voormalige vervoerders voor een overzicht van de vervoerders die in de Zaanstreek hebben gereden. Op 10 december 2015 werd bekend dat Connexxion de concessie Zaanstreek tot eind 2023 mag exploiteren. Deze concessie werd in 2023 samengevoegd met de concessie Waterland.
|  | Concessie                                                                | Vervoerder | Contracttermijn         | Opmerkingen                   |
|  | ------------------------------------------------------------------------ | ---------- | ----------------------- | ----------------------------- |
|  | Zaanstreek                                                               | Connexxion | 01-01-2002 – 13-12-2004 |                               |
|  | Zaanstreek                                                               | Connexxion | 12-12-2004 – 11-12-2010 |                               |
|  | Zaanstreek                                                               | Connexxion | 12-12-2010 – 09-12-2023 | Oorspronkelijk tot 08-12-2018 |
|  | Na afloop geïntegreerd in de Concessie Zaanstreek-Waterland (2024-2033). |            |                         |                               |

#### Concessie Zaanstreek-Waterland
De Vervoerregio Amsterdam wilde vervoerder Connexxion twee jaar langer het vervoer laten verzorgen in de concessie Zaanstreek. Die concessie zou in december 2018 aflopen. Het dagelijks bestuur van de Vervoerregio Amsterdam heeft op 5 april 2018 besloten de concessie Zaanstreek en de concessie Waterland per 12 december 2021 samen te voegen tot de concessie Zaanstreek-Waterland. Meteen bij de start van de nieuwe concessie Zaanstreek-Waterland moet 80 procent van het busmaterieel zero emissie rijden. In 2025 mag geen enkele bus in de concessie nog schadelijke stoffen uitstoten. Dat staat in het Programma van Eisen (PvE) dat door het Dagelijkse Bestuur van de Vervoerregio is vastgesteld. Uiteindlijk werd wegens de pandemie de aanbesteding met twee jaar uitgesteld.
De reeds actief zijnde bedrijven EBS (in Waterland) en Connexxion (Zaanstreek) schreven zich in om in deze concessie te gaan rijden. Op 23 juni 2022 werd bekend dat EBS deze aanbesteding heeft gewonnen. Vervolgens werd op 5 augustus 2022 bekend dat er geen bezwaren waren ingediend, waarmee de gunning aan EBS definitief werd.
|  | Concessie | Vervoerder                | Contracttermijn         | Opmerkingen          |
|  | --------- | ------------------------- | ----------------------- | -------------------- |
|  | Waterland | EBS Public Transportation | 10-12-2023 – 10-12-2033 | Met optie van 5 jaar |

#### Concessie Stadsvervoer Amsterdam
Het stadsvervoer Amsterdam omvat al het metro-, tram- en busvervoer binnen de gemeentegrenzen van Amsterdam, Diemen en de kern Duivendrecht van de gemeente Ouder-Amstel en enkele lijnen erbuiten (naar Amstelveen, Schiphol en Weesp). Dit openbaar vervoer is tot minimaal 2018 door de Vervoerregio Amsterdam aan het GVB toevertrouwd, door middel van een onderhandse aanbesteding. De Vervoerregio Amsterdam heeft aangegeven liever het GVB te houden.
GVB mag de concessie Amsterdam tot 2024 blijven uitvoeren. De concessie liep van 2012 tot 2024, maar onder de voorwaarde dat GVB verschillende verplichtingen nakomt. Als GVB daar niet in zou slagen, kon de Vervoerregio Amsterdam ervoor kiezen de concessie in 2021 te beëindigen.
Na maandenlange onderhandelingen werd op 1 juli 2025 bekend gemaakt dat het GVB ook voor de periode tot 2036 de concessie behoudt voor het stadsvervoer in Amsterdam. Wijzigingen in de dienstregeling die hiermee verband houden gaan in per maart 2026.
|  | Concessie              | Vervoerder | Contracttermijn         | Opmerkingen |
|  | ---------------------- | ---------- | ----------------------- | ----------- |
|  | Stadsvervoer Amsterdam | GVB        | 01-01-2002 – 31-12-2005 |             |
|  | Stadsvervoer Amsterdam | GVB        | 01-01-2006 – 31-12-2011 |             |
|  | Stadsvervoer Amsterdam | GVB        | 01-01-2012 – 09-12-2024 |             |
|  | Stadsvervoer Amsterdam | GVB        | 01-07-2025 – 2036       |             |

#### Concessie Amstelland-Meerlanden
De concessie Amstelland-Meerlanden valt onder beheer van de Stadsregio Amsterdam en beslaat de gemeenten Aalsmeer, Amstelveen, Ouder-Amstel (behalve Duivendrecht), Uithoorn en een gedeelte van Haarlemmermeer, allemaal zuidelijk van Amsterdam en lid van de Stadsregio Amsterdam. De lijnnummering past binnen die van Groot-Amsterdam, er is geen dubbelnummering met andere buslijnen binnen de Stadsregio. Ook de Zuidtangent (de hoogwaardige busverbinding Haarlem – Schiphol – Amsterdam-Zuidoost) en het Sternetvervoer (van en naar Schiphol) maken deel uit van deze concessie. Opvallend is dat er ook een lijnconcessie is voor de Zuidtangent, dit contract bevat echter alleen het traject Haarlem – Vijfhuizen.
Connexxion kreeg ook de opdracht om tot december 2032 het busvervoer in de concessie Amstelland-Meerlanden (AML) blijven verzorgen. De looptijd van de tienjarige concessie wordt namelijk met vijf jaar verlengd. Daarmee heeft het dagelijks bestuur van de Vervoerregio Amsterdam ingestemd na verzoek van de vervoerder.
|  | Concessie             | Vervoerder | Contracttermijn                                   | Opmerkingen                   |
|  | --------------------- | ---------- | ------------------------------------------------- | ----------------------------- |
|  | Amstelland-Meerlanden | Connexxion | 01-01-2002 – 08-12-2007                           |                               |
|  | Zuidtangent           | Connexxion | 01-01-2002 – 31-12-2007 (verlengd tot 09-12-2017) |                               |
|  | Amstelland-Meerlanden | Connexxion | 09-12-2007 – 09-12-2017                           | Oorspronkelijk tot 12-12-2015 |
|  | Zuidtangent           | Connexxion | 01-01-2008 – 12-12-2015 (verlengd tot 09-12-2017) |                               |
|  | Amstelland-Meerlanden | Connexxion | 10-12-2017 – 11-12-2032                           |                               |

#### Vervoerregio Amsterdam
De Vervoersautoriteit van de provincie Noord-Holland heeft op 1 januari 2015 de concessie Stadsregio Amsterdam opgericht. De Stadsregio Amsterdam ging per 1 januari 2017 door als Vervoerregio Amsterdam. De Vervoerregio Amsterdam is verantwoordelijk voor het openbaar vervoer in de gemeenten Aalsmeer, Amstelveen, Amsterdam, Beemster, Diemen, Edam-Volendam, Haarlemmermeer, Landsmeer, Oostzaan, Ouder-Amstel, Purmerend, Uithoorn, Waterland, Wormerland en Zaanstad. De gemeenten gaan nu samenwerken, omdat er zo ook over de gemeente- en provinciegrenzen heen gewerkt kan worden. Daarbij is afgesproken dat de provincies Noord-Holland en Flevoland, de Stadsregio Amsterdam en de gemeentes Almere en Lelystad meer kennis gaan delen over verkeer en vervoer, maar de eindverantwoordelijkheid blijft bij de bestaande vervoersregio's.

### Zuid-Holland

#### Concessie Zuid-Holland Noord (ZHN)
Autobusonderneming W. Verhoef BV te Driebruggen is een Nederlands autobusbedrijf dat tussen 1926 en 2002 openbaar vervoer verzorgde tussen Driebruggen, Waarder, Nieuwerbrug, Barwoutswaarder en Woerden. Na een openbare aanbesteding werd de lijn op 1 januari 2002 overgenomen door Connexxion.
De concessie Zuid-Holland Noord (ZHN, tot en met 8 december 2012 geheten Duin- en Bollenstreek / Leiden en Rijnstreek / Midden-Holland, DBLRMH) omvat behalve de streekdiensten ook de stadsdiensten Alphen aan den Rijn, Gouda, Leiden en Leiderdorp. Voorheen reden hier NZH, Westnederland, ZWN-Groep en Connexxion. Op 18 april 2012 is deze concessie onder de nieuwe naam gegund aan Arriva. Vervoerder Connexxion tekende aanvankelijk bezwaar aan tegen deze gunning, maar heeft deze begin juli 2012 weer ingetrokken. Arriva is daardoor sinds 9 december 2012 de nieuwe vervoerder voor de busconcessie Zuid-Holland Noord.
Arriva blijft tot 14 december 2024 het busvervoer in het gebied Zuid-Holland Noord verzorgen. Volgens gedeputeerde Floor Vermeulen van de provincie Zuid-Holland biedt de keuze om de concessie te verlengen "de mogelijkheid om een flinke kwaliteitsslag te maken. Ik ben er trots op dat Arriva in 2019 de stadsdienst Leiden volledig elektrisch maakt."
Qbuzz wint busconcessie Zuid-Holland Noord en verzorgt die 13 jaar vanaf december 2024. Gerrit Spijksma, CEO Qbuzz: “Wij zijn erg blij met deze gunning. Het is de bevestiging van het vertrouwen dat we samen met provincie Zuid-Holland de ontwikkeling van het openbaar vervoer een boost gaan geven. 
|  | Concessie                      | Vervoerder | Contracttermijn         | Opmerkingen                   |
|  | ------------------------------ | ---------- | ----------------------- | ----------------------------- |
|  | Duin- en Bollenstreek / Leiden | Connexxion | 01-01-2005 – 08-12-2012 | Oorspronkelijk tot 31-12-2010 |
|  | Rijnstreek / Midden-Holland    | Connexxion | 01-01-2005 – 08-12-2012 | Oorspronkelijk tot 31-12-2010 |
|  | Zuid-Holland Noord (ZHN)       | Arriva     | 09-12-2012 –14-12-2024  | Oorspronkelijk tot 10-12-2022 |
|  | Zuid-Holland Noord (ZHN)       | Qbuzz      | 15-12-2024 – 12-12-2032 |                               |

#### Concessie Stadsvervoer Dordrecht
Stadsvervoer Dordrecht BV, afgekort SVD, was tot eind 2006 de stadsvervoerder van Dordrecht. In 1990 werd de naam van het Gemeentevervoerbedrijf Dordrecht (GVBD) veranderd in Stadsvervoer Dordrecht. Op 1 januari 2001 werd SVD een dochteronderneming van HTM Personenvervoer. Na 2006 is deze vervoers concessie opgegaan in streekvervoer concessie DAV (zie hieronder).
|  | Concessie             | Vervoerder | Contracttermijn         | Opmerkingen |
|  | --------------------- | ---------- | ----------------------- | ----------- |
|  | Stadsdienst Dordrecht | SVD        | 01-01-2001 – 31-12-2006 |             |

#### Concessie Drechtsteden, Alblasserwaard, Vijfheerenlanden (DAV)
De provincie Zuid-Holland is opdrachtgever van de concessie DAV-gebied. Op 7 augustus 2002 werd bekend dat Arriva het busvervoer in de regio Drechtsteden - Alblasserwaard - Vijfheerenlanden mocht gaan exploiteren. De concessie omvat al het streekbusvervoer in het gebied dat begrensd wordt door de Drechtsteden (Dordrecht, Zwijndrecht, Hendrik-Ido-Ambacht, Alblasserdam en Papendrecht) in het westen, Leerdam in het oosten, de Lek in het noorden en de provinciegrens in het zuiden. De overgang van Connexxion naar Arriva verliep niet vlekkeloos. Dit kwam doordat Arriva slechts 4 maanden implementatietijd had en dus in zeer korte tijd nieuwe bussen moest bestellen. Dit bleek niet haalbaar, waardoor Arriva een aantal maanden moest overbruggen met veel stokoude bussen van her en der die vooral in de wintermaanden voor problemen zorgden.
Bij de aanbesteding in 2006 werd de concessie uitgebreid met het stadsvervoer in Dordrecht (voorheen verzorgd door Stadsvervoer Dordrecht) en de contractsectortreindienst MerwedeLingelijn (voorheen uitgevoerd door de NS) tussen Dordrecht en Geldermalsen. De concessie werd weer gewonnen door Arriva en loopt van 1 januari 2007 tot en met 8 december 2018.
De provincie Zuid-Holland heeft op maandag 30 oktober 2017 drie inschrijvers ontvangen voor de volgende concessie in dit gebied. Het zijn de zittende vervoerder Arriva, EBS, en Qbuzz. Deze concessie loopt tot aan 2026 met twee keer de optie op verlening. De naam van de concessie is veranderd in Drechtsteden, Molenlanden en Gorinchem vanwege het opgaan van Vijfherenlanden in de provinice Utrecht. Op 21 februari 2018 werd bekend dat de concessie naar Qbuzz is gegaan.
Bij de start van de nieuwe concessie is er veel negatieve kritiek gekomen op de nieuwe vervoerder Qbuzz. De provincie Zuid-Holland legt vervoerder Qbuzz een boete van 300.000 euro op voor de tekortkomingen. Vooral in de eerste weken werd het busvervoer geplaagd door veel rituitval en vertragingen en ook waren er ICT-problemen. Naast deze boete is de kans aannemelijk dat Qbuzz aan het einde van het jaar weer beboet wordt. Dit komt omdat de vervoerder in zijn bod heeft beloofd om met 34 elektrische bussen te gaan rijden. Maar Qbuzz is er niet in geslaagd om dit vanaf december 2018 te realiseren. Uiteindelijk zijn sinds april 2019 alle nieuwe elektrische bussen in dienst gekomen. Daardoor twijfelt de provincie eraan of de beloofde CO2-uitstootreductie wel gehaald zal worden. Als dit niet gehaald wordt, zal Qbuzz ook hierop beboet worden.
|  | Concessie                              | Vervoerder | Contracttermijn         | Opmerkingen |
|  | -------------------------------------- | ---------- | ----------------------- | ----------- |
|  | DAV-gebied                             | Arriva     | 01-01-2003 – 31-12-2006 |             |
|  | DAV-gebied                             | Arriva     | 01-01-2007 – 08-12-2018 |             |
|  | Drechtsteden, Molenlanden en Gorinchem | Qbuzz      | 09-12-2018 – 10-12-2033 |             |

#### Concessie Hoeksche Waard en Goeree-Overflakkee (HWGO)
De provincie Zuid-Holland heeft op 16 februari 2015 inschrijvingen ontvangen van de bedrijven Arriva, Connexxion en Noot.
De provincie maakte op 19 mei 2015 bekend dat Connexxion de nieuwe concessiehouder voor de busconcessie is. Nieuw in de concessie is onder andere de lancering van R-net op de corridor Dirksland – Middelharnis/Sommelsdijk – Oude Tonge – Rotterdam Zuidplein, gratis WiFi op alle bussen en de inzet van een aantal zero-emissiebussen die op waterstof rijden.
|  | Concessie                           | Vervoerder | Contracttermijn         | Opmerkingen                   |
|  | ----------------------------------- | ---------- | ----------------------- | ----------------------------- |
|  | Hoeksche Waard / Goeree-Overflakkee | Connexxion | 01-01-2002 – 31-12-2007 |                               |
|  | Hoeksche Waard / Goeree-Overflakkee | Arriva     | 01-01-2008 – 12-12-2015 | Oorspronkelijk tot 13-12-2014 |
|  | Hoeksche Waard / Goeree-Overflakkee | Connexxion | 13-12-2015 – 13-12-2025 | Oorspronkelijk tot 09-12-2023 |
|  | Hoeksche Waard / Goeree-Overflakkee | Transdev   | 14-12-2025 – 11-12-2038 |                               |

#### Lijnconcessies
Verder is de provincie verantwoordelijk voor een aantal lokale treinverbindingen en de waterbusverbinding tussen Rotterdam, Krimpen aan den IJssel, Ridderkerk, Slikkerveer, Alblasserdam, Hendrik-Ido-Ambacht, Papendrecht en Dordrecht, en tussen de Drechtsteden (Dordrecht, Zwijndrecht, Papendrecht en Sliedrecht) onderling. Ook de verbinding Ridderkerk – Krimpen aan de Lek – Kinderdijk behoort ertoe.
|  | Concessie                                               | Vervoerder                                 | Contracttermijn                                   | Opmerkingen                   |
|  | ------------------------------------------------------- | ------------------------------------------ | ------------------------------------------------- | ----------------------------- |
|  | Tramdienst Gouda – Alphen aan den Rijn                  | HTM / NS Reizigers                         | 10-12-2006 – 12-12-2009                           |                               |
|  | Treindienst Gouda – Alphen aan den Rijn                 | NS Reizigers                               | 13-12-2009 – 08-12-2012 (verlengd tot 12-12-2015) |                               |
|  | Treindienst Gouda – Alphen aan den Rijn                 | NS Reizigers                               | 11-12-2016 – 14-12-2031                           | Wordt gereden als R-net       |
|  | Extra spitsdiensten trein Alphen aan den Rijn – Leiden> | NS Reizigers                               | 13-12-2009 – 10-12-2016                           | Oorspronkelijk tot 08-12-2012 |
|  | OV over water Rotterdam – Drechtsteden                  | Waterbus (Connexxion / gemeente Dordrecht) | 01-01-2005 – 13-12-2009                           |                               |
|  | OV over water Rotterdam – Drechtsteden                  | Aquabus (Arriva / Doeksen)                 | 14-12-2009 – 31-12-2021                           |                               |
|  | OV over water Rotterdam – Drechtsteden                  | BlueAmigo                                  | 01-01-2022 – 31-12-2029                           |                               |

#### Concessie stadsgewest Haaglanden
Het stadsgewest Haaglanden was de opdrachtgever (nu Metropoolregio Rotterdam Den Haag) van de bus, Haagse tram, en RandstadRail-verbindingen van de HTM, de RandstadRail-verbinding van de RET en het streekbusvervoer in Haaglanden (inclusief stadsdiensten Delft en Zoetermeer).
Het stadsvervoer in Den Haag wordt al sinds 1887 uitgevoerd door de HTM. Op 9 december 2012 is de nieuwe stadsbusconcessie ingegaan, die voor het eerst middels een openbare aanbesteding is verkregen. HTM voert het busvervoer vanaf die datum samen uit met Qbuzz onder de joint venture HTMbuzz, dat heeft het stadsgewest op 23 mei 2012 bekendgemaakt. Deze concessie bevat alle busdiensten in Den Haag, HTM Bus en de HTM nachtbus.
|  | Concessie                                                      | Vervoerder | Contracttermijn         | Opmerkingen                   |
|  | -------------------------------------------------------------- | ---------- | ----------------------- | ----------------------------- |
|  | Haaglanden agglomeratie Den Haag HTM Bus                       | HTM        | 01-01-2009 – 25-08-2012 | Oorspronkelijk tot 25-08-2012 |
|  | Stadsbus Den Haag                                              | HTMbuzz    | 09-12-2012 – 07-12-2019 |                               |
|  | Na afloop geïntegreerd in de Metropoolregio Rotterdam Den Haag |            |                         |                               |

#### Concessie Tram Haaglanden
|  | Concessie                                                      | Vervoerder | Contracttermijn         |  |
|  | -------------------------------------------------------------- | ---------- | ----------------------- |  |
|  | Agglomeratie Den Haag/Zoetermeer Rail                          | HTM        | 01-01-2006 – 10-12-2016 |  |
|  | Na afloop geïntegreerd in de Metropoolregio Rotterdam Den Haag |            |                         |  |

#### Haaglanden regio
Vanaf de nieuwe dienstregeling 2017 is het gedaan in Nederland met Veolia Transport als merknaam in het ov. De laatste Veolia Transport-concessie, het streekvervoer in Haaglanden, gaat vanaf 11 december 2016 door onder Connexxion-vlag.
|  | Concessie                                                      | Vervoerder                                                   | Contracttermijn                                   | Opmerkingen                   |
|  | -------------------------------------------------------------- | ------------------------------------------------------------ | ------------------------------------------------- | ----------------------------- |
|  | Vervoer Delft en Zoetermeer                                    | Connexxion                                                   | 01-01-2002 – 29-08-2009                           |                               |
|  | Regionaal busvervoer Haaglanden                                | Connexxion                                                   | 01-01-2002 – 29-08-2009                           |                               |
|  | Streekvervoer Haaglanden                                       | Veolia Transport Vanaf 11-12-2016 uitgevoerd door Connexxion | 30-08-2009 – 27-08-2017 (verlengd tot 24-08-2019) | Oorspronkelijk tot 27-08-2017 |
|  | Na afloop geïntegreerd in de Metropoolregio Rotterdam Den Haag |                                                              |                                                   |                               |

#### Stadsregio Rotterdam
De Stadsregio Rotterdam (SRR) was opdrachtgever van de bus, tram, metro en RandstadRail-verbindingen van de RET, het streekbusvervoer en Voorne-Putten (inclusief stadsdienst Spijkenisse), de people mover tussen metrostation Kralingse Zoom in Rotterdam en bedrijvenpark Rivium in Capelle aan den IJssel, de treindienst Hoek van Holland – Rotterdam en de snelle veerboot over de Nieuwe Waterweg.
De meeste concessies zijn voor het eerst in 2006 aanbesteed. Veel concessies zijn toen onderhands aan de zittende vervoerder gegund.

##### Bus en nachtnet Rotterdam
|  | Concessie                                                      | Vervoerder | Contracttermijn         | Opmerkingen                                         |
|  | -------------------------------------------------------------- | ---------- | ----------------------- | --------------------------------------------------- |
|  | Stadsbus Rotterdam                                             | RET        | 14-12-2006 – 08-12-2012 |                                                     |
|  | Bus Rotterdam e.o.                                             | RET        | 09-12-2012 – 07-12-2019 | Samenvoeging busconcessies Rotterdam Stad en Streek |
|  | Inmiddels geïntegreerd in de Metropoolregio Rotterdam Den Haag |            |                         |                                                     |

##### Metro / tram Rotterdam
|  | Concessie                                                      | Vervoerder | Contracttermijn         | Opmerkingen |
|  | -------------------------------------------------------------- | ---------- | ----------------------- | ----------- |
|  | Rail Rotterdam                                                 | RET        | 10-12-2006 – 10-12-2016 |             |
|  | Inmiddels geïntegreerd in de Metropoolregio Rotterdam Den Haag |            |                         |             |

##### Streekvervoer SRR overig
|  | Concessie                                                 | Vervoerder | Contracttermijn         | Opmerkingen |
|  | --------------------------------------------------------- | ---------- | ----------------------- | ----------- |
|  | Streekbus overig Rotterdam                                | Connexxion | 12-12-2006 – 13-12-2008 |             |
|  | Streekbus overig Rotterdam                                | Qbuzz      | 14-12-2008 – 08-12-2012 |             |
|  | Inmiddels geïntegreerd in de concessie Bus Rotterdam e.o. |            |                         |             |

##### Streekvervoer Voorne-Putten
|  | Concessie                                                      | Vervoerder | Contracttermijn         | Opmerkingen                   |
|  | -------------------------------------------------------------- | ---------- | ----------------------- | ----------------------------- |
|  | Voorne-Putten en Rozenburg                                     | Connexxion | 01-01-2004 – 12-12-2009 | Oorspronkelijk tot 01-01-2008 |
|  | Voorne-Putten en Rozenburg                                     | Connexxion | 13-12-2009 – 08-12-2018 |                               |
|  | Inmiddels geïntegreerd in de Metropoolregio Rotterdam Den Haag |            |                         |                               |

##### Lijnconcessies
|  | Concessie                                                      | Vervoerder   | Contracttermijn         | Opmerkingen                   |
|  | -------------------------------------------------------------- | ------------ | ----------------------- | ----------------------------- |
|  | Rail Rotterdam – Den Haag                                      | RET          | 01-01-2006 – 10-12-2016 |                               |
|  | Inmiddels geïntegreerd in de Metropoolregio Rotterdam Den Haag |              |                         |                               |
|  | ParkShuttle Rivium                                             | Connexxion   | 01-12-2006 - 08-12-2018 |                               |
|  | Inmiddels geïntegreerd in de Metropoolregio Rotterdam Den Haag |              |                         |                               |
|  | Treindienst Hoek van Holland – Rotterdam                       | NS Reizigers | 09-12-2007 – 08-12-2012 |                               |
|  | Treindienst Hoek van Holland – Rotterdam                       | NS Reizigers | 09-12-2012 – 12-12-2015 |                               |
|  | Inmiddels geïntegreerd in de Metropoolregio Rotterdam Den Haag |              |                         |                               |
|  | Fast Ferry Hoek van Holland – Maasvlakte                       | RET          | 01-03-2008 – 31-12-2021 | Oorspronkelijk tot 08-12-2018 |
|  | Inmiddels geïntegreerd in de Metropoolregio Rotterdam Den Haag |              |                         |                               |

#### Metropoolregio Rotterdam Den Haag
De Metropoolregio Rotterdam Den Haag, afgekort MRDH, is een vrijwillig samenwerkingsverband geregeld op basis van de Wet gemeenschappelijke regelingen in de Gemeenschappelijke Regeling Metropoolregio Rotterdam Den Haag 2014
, die in december 2014 is ingegaan. Het betreft het samenvoegen van de voormalige stadsregio's Rotterdam en Haaglanden.
Daarmee gaat het dus ook om een groot deel (het meest verstedelijkte) van de provincie Zuid-Holland, tevens onderdeel van de zuidelijke Randstad. Na enkele jaren te zijn gevestigd aan de Grote Marktstraat in Den Haag, heeft de MRDH haar hoofdkantoor in oktober 2017 verplaatst naar de Westersingel in Rotterdam.
Ter voorbereiding van de nieuwe busconcessies heeft de Metropoolregio Rotterdam Den Haag (MRDH) een Ontwerp Programma van Eisen opgesteld en gepubliceerd. Gemeenten, vervoerbedrijven, consumentenorganisaties en andere ov-autoriteiten zoals de provincie hebben tot 11 januari 2017 de tijd om hierop te reageren. Een definitief Programma van Eisen is in april 2017 opgesteld.
De Metropoolregio Rotterdam Den Haag is ook ov-autoriteit en verantwoordelijk voor de volgende concessies:
- Rail Haaglanden
- Bus Haaglanden Stad
- Bus Haaglanden Streek
- Rail Rotterdam
- Bus Rotterdam e.o.
- Voorne-Putten en Rozenburg

Connexxion en EBS hebben een aanbieding gedaan op de concessie Voorne-Putten en Rozenburg. MRDH stelt ongeveer 10 procent van het budget voor het reguliere ov beschikbaar voor een maatwerkcontract, waarin ook doelgroepenvervoer is opgenomen. In december 2017 maakt de Metropoolregio bekend welke van de twee bedrijven de aanbesteding mag uitvoeren in de periode van 2018-2028.
Op 20 december 2017 maakte de Metropoolregio Rotterdam Den Haag bekend dat EBS vanaf 9 december 2018 voor een periode van tien jaar het busvervoer op Voorne-Putten en in Rozenburg mag verzorgen.
Voor dat de concessieverlener Metropoolregio Rotterdam Den Haag een definitief besluit maakt over een bezwaar, wil het in overleg over de uitslag van de aanbesteding. “Over de vervolgstappen beslissen we later”, zo meldt Connexxion.
Er is op woensdag 14 februari 2018 een akkoord gesloten over de financiering van het miljoenentekort bij het metroproject Hoekse Lijn. De gemeente Rotterdam betaalt 35 miljoen en Metropoolregio Rotterdam Den Haag (MRDH) en vervoerder RET leggen ieder 27,5 miljoen euro bij. MRDH en stadsvervoerder RET hebben afgesproken dat in ruil voor de medefinanciering de railconcessie met 4 jaar wordt verlengd tot 2030.
Op 11 juli 2018 maakte MRDH bekend dat EBS de concessie Haaglanden Streek heeft gewonnen. De vervoerder verzorgen van 25 augustus 2019 tot 14 december 2030 het busvervoer. De concessie is nu nog in handen van Connexxion. De contractwaarde van deze concessie is bijna 400 miljoen euro. Vervoerder Connexxion heeft in augustus 2018 bij de MRDH officieel bezwaar gemaakt tegen de gunning van de concessie Haaglanden Streek aan EBS. De vervoerder wil dat de biedingen opnieuw beoordeeld worden. Als de juiste procedures zouden zijn gevolgd, had Connexxion de concessie gewoon gewonnen, meent de vervoerder.
Vervoerders EBS en RET hebben in oktober 2018 bij de concessieverlener Metropoolregio Rotterdam Den Haag in totaal 115 miljoen euro geleend voor de aanschaf van nieuwe bussen. Het gaat om 13,4 miljoen euro door EBS en 102 miljoen euro door RET. Deze lening stelt de vervoerders in staat om bussen te kopen voor de concessies Voorne-Putten en Rozenburg en Bus Rotterdam. Dit zou bijdragen aan de kwaliteit én aan de continuïteit van het openbaar vervoer in de stad. Voordelig voor de MRDH is dat de bussen tot aflossing van de lening verpand worden aan de concessieverlener. Mocht een concessiehouder niet meer aan zijn aflossingsverplichting kunnen voldoen, hebben de bussen voor de MRDH nog steeds waarde. Banken of leasemaatschappijen zullen in die situatie de bussen altijd moeten verkopen, maar een concessieverlener loopt niet tegen dit probleem aan.
Connexxion heeft de Metropoolregio Rotterdam Den Haag laten weten het bezwaar tegen de concessieverlening voor het openbaar vervoer aan EBS in te trekken. Daarmee kan het van oorsprong Israëlische EBS per augustus 2019 aan de slag in onder meer Westland en Midden-Delfland.
per 15 december 2019 hield HTMBuzz op te bestaan en wordt het stadsbusvervoer in Den Haag weer verzorgd door HTM.
|  | Concessie                                | Vervoerder | Contracttermijn         | Opmerkingen                   |
|  | ---------------------------------------- | ---------- | ----------------------- | ----------------------------- |
|  | Rail Haaglanden                          | HTM        | 11-12-2016 – 14-12-2031 | Oorspronkelijk tot 12-12-2026 |
|  | Rail Rotterdam                           | RET        | 11-12-2016 – 15-12-2030 | Oorspronkelijk tot 12-12-2026 |
|  | Bus Haaglanden Stad                      | HTM        | 15-12-2019 – 09-12-2034 |                               |
|  | Bus Rotterdam e.o.                       | RET        | 15-12-2019 – 09-12-2034 |                               |
|  | Streekvervoer Haaglanden                 | EBS        | 25-08-2019 – 14-12-2030 |                               |
|  | Voorne-Putten en Rozenburg               | EBS        | 09-12-2018 – 09-12-2028 |                               |
|  | ParkShuttle Rivium                       | Transdev   | 09-12-2018 – 10-12-2033 |                               |
|  | Fast Ferry Hoek van Holland – Maasvlakte | RET        | 01-03-2008 – 31-12-2020 | Oorspronkelijk tot 08-12-2018 |

### Zeeland
De provincie Zeeland was opgesplitst in drie concessiegebieden: Noord-Zeeland omvatte het vervoer op Schouwen-Duiveland en Tholen, Midden-Zeeland het vervoer op Walcheren en Noord- en Zuid-Beveland en het derde concessiegebied was Zeeuws-Vlaanderen. Nadat de drie Zeeuwse concessies afliepen zijn deze samengevoegd tot een grote concessie Zeeland.

#### Concessie Noord-Zeeland
|  | Concessie                                      | Vervoerder | Contracttermijn         | Opmerkingen                   |
|  | ---------------------------------------------- | ---------- | ----------------------- | ----------------------------- |
|  | Noord-Zeeland                                  | Connexxion | 10-12-2006 – 13-12-2014 | Oorspronkelijk tot 10-12-2012 |
|  | Na afloop geïntegreerd in de concessie Zeeland |            |                         |                               |

#### Concessie Midden-Zeeland
|  | Concessie                                      | Vervoerder | Contracttermijn         | Opmerkingen |
|  | ---------------------------------------------- | ---------- | ----------------------- | ----------- |
|  | Noord-Beveland                                 | ZWN        | 28-05-1995 – 1999       |             |
|  | Midden-Zeeland                                 | Connexxion | 14-03-2003 – 13-12-2008 |             |
|  | Midden-Zeeland                                 | Connexxion | 14-12-2008 – 13-12-2014 |             |
|  | Na afloop geïntegreerd in de concessie Zeeland |            |                         |             |

#### Concessie Zeeuws-Vlaanderen
|  | Concessie                                      | Vervoerder       | Contracttermijn         | Opmerkingen                   |
|  | ---------------------------------------------- | ---------------- | ----------------------- | ----------------------------- |
|  | Zeeuws-Vlaanderen                              | Veolia Transport | 10-12-2006 – 13-12-2014 | Oorspronkelijk tot 12-12-2012 |
|  | Na afloop geïntegreerd in de concessie Zeeland |                  |                         |                               |

|  | Concessie                                      | Vervoerder       | Contracttermijn         | Opmerkingen                   |
|  | ---------------------------------------------- | ---------------- | ----------------------- | ----------------------------- |
|  | Fast Ferry Vlissingen – Breskens               | Veolia Transport | 15-03-2003 – 15-03-2011 | Oorspronkelijk tot 14-03-2009 |
|  | Fast Ferry Vlissingen – Breskens               | Veolia Transport | 16-03-2011 – 31-12-2014 |                               |
|  | Na afloop geïntegreerd in de concessie Zeeland |                  |                         |                               |

#### Concessie Zeeland
De concessie Zeeland is ontstaan uit het samenvoegen van de concessies Noord-Zeeland, Midden-Zeeland en Zeeuws-Vlaanderen.
Na het sluiten van de inschrijving, die al uitgesteld was, hadden Arriva, Connexxion en Syntus een bod gedaan op de nieuwe concessie. Op 22 april 2014 werd de concessie voorlopig gegund aan Connexxion, dit vanwege het goede contact met de scholen. Syntus maakte hier vervolgens bezwaar tegen, maar dit werd niet-ontvankelijk verklaard. Op 11 september 2014 diende Syntus opnieuw bezwaar in, maar dit trok het op 13 november 2014 weer in. Sindsdien is de concessie definitief gegund aan Connexxion.
Door deze onduidelijkheden was er geen tijd meer voor Connexxion om nieuwe bussen aan te schaffen voor 14 december. Connexxion en Veolia gingen daarom in gesprek om mogelijk een overgangsconcessie te gaan rijden. Uiteindelijk werd overeengekomen dat de bussen in Noord- en Midden-Zeeland door bleven rijden en dat in Zeeuws-Vlaanderen tijdelijke bussen kwamen te rijden, o.a. diverse VDL Berkhof Ambassador's en Volvo 8700's.
Met de provincie werd overeengekomen dat tot 1 maart 2015 de toenmalige dienstregeling werd voortgezet en dat op die datum de nieuwe dienstregeling van start ging.
|  | Concessie | Vervoerder | Contracttermijn         | Opmerkingen                   |
|  | --------- | ---------- | ----------------------- | ----------------------------- |
|  | Zeeland   | Connexxion | 14-12-2014 – 12-12-2026 | Oorspronkelijk tot 13-12-2024 |
|  | Zeeland   | EBS        | 13-12-2026 – 11-12-2038 |                               |

|  | Concessie                        | Vervoerder        | Contracttermijn         |
|  | -------------------------------- | ----------------- | ----------------------- |
|  | Fast Ferry Vlissingen – Breskens | Provincie Zeeland | 01-01-2015 – 30-03-2019 |
|  | Fast Ferry Vlissingen – Breskens | Provincie Zeeland | 01-04-2019 – 31-12-2023 |
|  | Fast Ferry Vlissingen – Breskens | Provincie Zeeland | 01-01-2024 - 31-12-2027 |

#### Lijnconcessie
Er is ook nog een lijnconcessie voor de zomerbussen ten behoeve van het vervoer van en naar het recreatietransferium in Renesse (mei-september) en de veerboot over de Westerschelde.
|  | Concessie                                | Vervoerder  | Contracttermijn         | Opmerkingen                                         |
|  | ---------------------------------------- | ----------- | ----------------------- | --------------------------------------------------- |
|  | Natransport recreatietransferium Renesse | TCR         | 15-05-2002 – 14-05-2007 |                                                     |
|  | Natransport recreatietransferium Renesse | TCR         | 15-05-2007 – 15-09-2016 |                                                     |
|  | Natransport recreatietransferium Renesse | TCR         | 16-09-2016 – 10-02-2020 | Contract vroegtijdig afgelopen wegens failliesement |
|  | Natransport recreatietransferium Renesse | Van Oeveren | 11-02-2020 - ??         | Overgenomen van TCR                                 |

### Noord-Brabant

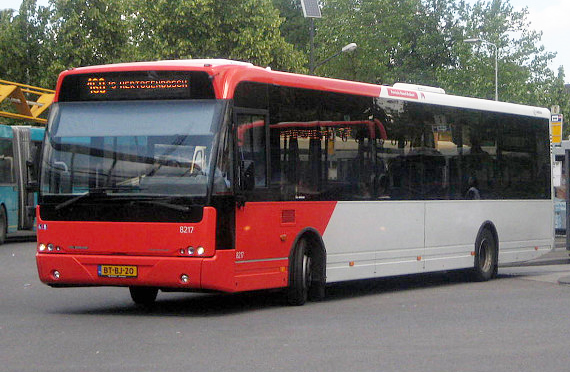
Ook de provincie Noord-Brabant eist een uniforme huisstijl voor al het busmaterieel.

#### Concessie Samenwerkingsverband Regio Eindhoven
Het Samenwerkingsverband Regio Eindhoven (SRE) omvat een groot gedeelte van Zuidoost-Brabant met de regio's Peel en Kempen en de stad Eindhoven.
Het busvervoer in 'De Kempen' werd van 1921 tot 1986 geëxploiteerd door de EMA. Dat bedrijf ging vervolgens op in de BBA. Deze exploiteerde dit gebied tot eind 2008. Het andere deel werd grotendeels door de Zuidooster en deels door de BBA geëxploiteerd. In 1995 fuseerde Zuidooster met VSL tot Hermes. Bij de allereerste openbare aanbesteding in 2008 werden de drie regio's samengevoegd tot één concessie. Hermes won de vergunning en mocht hierdoor tot eind 2014 in deze regio het busvervoer exploiteren.
Hermes is de enige inschrijver bij de busconcessie in Zuidoost-Brabant. Deze concessie gaat in op december 2016 en heeft een duur van tien jaar. De eerste serie van 43 VDL Citea SLFA 180 (Elektrisch) rijden vanaf december 2016. In 2020 moeten alle bussen in Eindhoven elektrisch zijn; vier jaar later is de rest van de concessie aan de beurt.
|  | Concessie          | Vervoerder | Contracttermijn         | Opmerkingen                   |
|  | ------------------ | ---------- | ----------------------- | ----------------------------- |
|  | SRE Eindhoven Stad | Hermes     | 10-06-2001 – 13-12-2008 |                               |
|  | SRE De Peel        | Hermes     | 10-06-2001 – 13-12-2008 |                               |
|  | SRE De Kempen      | BBA        | 10-06-2001 – 13-12-2008 |                               |
|  | SRE                | Hermes     | 14-12-2008 – 10-12-2016 | Oorspronkelijk tot 13-12-2014 |
|  | Zuidoost-Brabant   | Hermes     | 11-12-2016 – 14-07-2029 | Oorspronkelijk tot 11-12-2026 |

#### Concessies Oost- en West-Brabant
De provincie Noord-Brabant heeft zeggenschap over al het busvervoer in de provincie.
Tot 1 januari 2007 werden alle busconcessies uitgevoerd door de BBA. In Oost-Brabant hebben in het verleden ook Hermes en de Zuidooster gereden. De treindienst was eerder in handen van de NS.
Sinds 2007 rijden de vervoerders op basis van een Europese aanbesteding. Sindsdien rijden de bussen in een uniforme rood/witte huisstijl van de provincie Noord-Brabant.
De bussen in West-Brabant, Midden-Brabant en van de Brabantliner werden sindsdien geëxploiteerd door Veolia Transport. West-Brabant bevatte naast de streeklijnen ook de stadsdiensten Breda, Roosendaal en Bergen op Zoom. Midden Brabant bevat de stadsdienst Tilburg.
De buslijnen in Oost-Brabant en de Meierij werden geëxploiteerd door Arriva. De Meierij bevatte de stadsdienst 's-Hertogenbosch en Oost-Brabant de stadsdienst Oss. Arriva heeft deze concessies per 1 januari 2007 overgenomen, echter reden er vanaf 10 december 2006 al Arriva bussen in Noord-Brabant die door BBA chauffeurs werden gereden.
In 2013 moesten de buslijnen weer opnieuw aanbesteed worden, omdat de contracten eind 2014 aflopen. Op 17 december 2013 werd bekend dat de concessie West-Brabant is gewonnen door Veolia Transport. Midden-Brabant en de Meierij worden geïntegreerd in de concessie Oost-Brabant en werd gewonnen door Arriva. Dit betekende in de praktijk dat alleen Midden-Brabant een nieuwe vervoerder kreeg (Arriva in plaats van Veolia Transport). Op 4 februari 2014 werd bekendgemaakt dat Arriva bezwaar had gemaakt tegen de gunning van West-Brabant aan Veolia Transport, net voor het verstrijken van de bezwaarperiode. Dit was al eerder op 31 januari 2014 bekendgemaakt via een interne mail bij Veolia Transport. Volgens de vakbond FNV was er een rekenfout gemaakt bij de gunning van de concessie West-Brabant aan Veolia Transport. Veolia Transport diende kort daarna ook een bezwaar in voor de gunning van de concessie Oost-Brabant aan Arriva, maar was hiervoor een dag te laat. De provincie erkende op 5 februari 2014 dat er vermoedelijk een rekenfout was gemaakt. Op 13 maart 2014 werd bekendgemaakt dat de bezwaar die Arriva indiende terecht was en dat niet Veolia Transport, maar Arriva de winnaar was voor de concessie Oost-Brabant. Veolia Transport eiste hierop een volledige herbeoordeling, maar dat verzoek werd afgewezen waarop de provincie antwoordde dat ze Veolia Transport een slechte verliezer vonden en het bedrijf beschuldigde van opportunisme en gelegenheidsargumentatie. Op de uitkomst van het onderzoek komt de bezwaarcommissie met een advies waarop de Provincie een nieuw oordeel moet geven. Op 9 april 2014 werd bekendgemaakt dat Arriva alsnog de concessie West-Brabant krijgt gegund. De provincie volgde hiermee het advies op van de Hoor- en Adviescommissie voor bezwaar- en beroepzaken na het bezwaar van Arriva over de gunning van de concessie aan Veolia Transport. Veolia Transport stapt hierdoor echter wel naar de rechter en zegt dat ze het eventueel Europees aan gaan pakken. Door dit besluit van de provincie zal Breda geen elektrische bussen krijgen, maar zullen de meeste buslijnen wel blijven bestaan.
Het regionale busvervoer in de provincie Noord-Brabant gaat met ingang van 11 december 2016 door onder de merknaam ‘Bravo’, ongeacht of dit vervoer verzorgd wordt door Hermes of Arriva. Het hoogwaardig openbaar busvervoer onder de naam Volans in de gehele provincie Noord-Brabant wordt vanaf deze zomer 2018 uitgevoerd onder de naam Bravodirect. Deze naamsverandering betekent overigens niets voor de Brabantliners, die Arriva in de concessie West-Brabant verzorgt. Dit zijn wel hoogwaardige bussen, maar de merknaam daarvoor blijft gewoon bestaan.
|  | Concessie      | Vervoerder       | Contracttermijn         | Opmerkingen                                                             |
|  | -------------- | ---------------- | ----------------------- | ----------------------------------------------------------------------- |
|  | West-Brabant   | Veolia Transport | 01-01-2007 – 13-12-2014 |                                                                         |
|  | Midden-Brabant | Veolia Transport | 01-01-2007 – 13-12-2014 |                                                                         |
|  | West-Brabant   | Arriva           | 14-12-2014 – 05-07-2025 | Oorspronkelijk tot 08-07-2023. Vanaf december 2016 onder de naam Bravo  |
|  | West-Brabant   | Arriva           | 06-07-2025 – 14-07-2035 | Onder de naam Bravo                                                     |
|  | Meierij        | Arriva           | 01-01-2007 – 13-12-2014 |                                                                         |
|  | Oost-Brabant   | Arriva           | 01-01-2007 – 13-12-2014 |                                                                         |
|  | Oost-Brabant   | Arriva           | 14-12-2014 – 12-12-2026 | Oorspronkelijk tot 14-12-2024. Vanaf december 2016 onder de naam Bravo. |
|  | Oost-Brabant   | Arriva           | 13-12-2026 – 14-07-2039 | Onder de naam Bravo.                                                    |

#### Lijnconcessies
|  | Concessie                    | Vervoerder       | Contracttermijn         | Opmerkingen                                            |
|  | ---------------------------- | ---------------- | ----------------------- | ------------------------------------------------------ |
|  | Breda – Oosterhout – Utrecht | Veolia Transport | 01-01-2007 – 13-12-2014 | Na afloop geïntegreerd in West-Brabant                 |
|  | Maaslijn                     | Veolia Transport | 10-12-2006 – 10-12-2016 | Concessie was alleen voor het traject Nijmegen-Boxmeer |

### Limburg
De provincie Limburg was opgedeeld in twee concessiegebieden, vanaf december 2016 zijn deze samengevoegd tot de concessie Limburg.
De provincies Noord-Brabant en Limburg hebben in 2015 het fundament gelegd voor de overeenkomst, waarin is afgesproken dat er snel meer bussen op elektriciteit of waterstof komen in het openbaar vervoer. In de provincies Noord-Brabant en Limburg zullen de bussen binnen een paar jaar al volledig elektrisch rijden.

#### Concessie Noord- en Midden-Limburg
Een concessie voor het noorden en midden van de provincie, inclusief de stadsdiensten Venlo, Venray, Roermond en Weert. Deze concessie bevat tevens de contractsectortreindienst Nijmegen – Venlo – Roermond (Maaslijn) (eerder uitgevoerd door de NS). Tevens loopt door dit concessiegebied de treindienst Venlo – Hamm (RE 13 – Maas-Wupper-Express) deze wordt aanbesteed door de Duitse deelstaat Noordrijn-Westfalen.
|  | Concessie                                                                    | Vervoerder        | Contracttermijn         | Opmerkingen                                         |
|  | ---------------------------------------------------------------------------- | ----------------- | ----------------------- | --------------------------------------------------- |
|  | Noord- en Midden-Limburg                                                     | Hermes            | 01-01-1995 – 09-12-2006 |                                                     |
|  | Nijmegen – Venlo – Roermond (Maaslijn)                                       | NS                | 1937 – 09-12-2006       | Was onderdeel van de landelijke concessie van de NS |
|  | Noord- en Midden-Limburg                                                     | Veolia Transport  | 10-12-2006 – 10-12-2016 |                                                     |
|  | Treindienst Maas-Wupper-Express: Venlo – Düsseldorf – Hamm (afkorting RE 13) | Eurobahn (Keolis) | 01-12-2009 – 01-12-2025 | onderdeel van de Maas-Rhein-Lippe concessie.        |

#### Concessie Zuid-Limburg
De tweede concessie omvat het zuiden van de provincie, inclusief de stadsdiensten Maastricht, Sittard-Geleen en Parkstad. Deze concessie bevat de contractsectortreindienst Heuvellandlijn (eerder uitgevoerd door de NS).
De eerste ervaring met liberalisering van het openbaar vervoer in Nederland werd opgedaan in Zuid-Limburg. Eind 1994 kreeg het Amerikaanse Vancom een vierjarige vergunning, beginnend in mei 1995, voor een zestal lijnen rondom Maastricht in het Limburgse Heuvelland. Deze lijnen werden eerder gereden door staatsbedrijf VSL.
|  | Concessie                                                                               | Vervoerder                            | Contracttermijn            | Opmerkingen                                                             |
|  | --------------------------------------------------------------------------------------- | ------------------------------------- | -------------------------- | ----------------------------------------------------------------------- |
|  | Stadsdienst Maastricht                                                                  | SBM                                   | 01-10-2001 - 09-12-2006    |                                                                         |
|  | Heuvelland                                                                              | Vancom                                | 28-05-1995 – 31-12-1997    |                                                                         |
|  | Heuvelland                                                                              | Arriva (door overname Vancom NL)      | 01-01-1998 – 25-04-2002    |                                                                         |
|  | Heuvelland / Maastricht                                                                 | Limex (lijnen overgekocht van Arriva) | 26-04-2002 – 09-12-2006    |                                                                         |
|  | Spoorverbinding Sittard – Heerlen                                                       | NS                                    | 01-01-2005 – 31-12-2014    |                                                                         |
|  | Spoorverbinding Roermond – Sittard – Maastricht – Maastricht Randwyck                   | NS                                    | 01-01-2005 – 31-12-2014    |                                                                         |
|  | Zuid-Limburg                                                                            | Veolia Transport                      | 10-12-2006 – 10-12-2016    |                                                                         |
|  | Na afloop geïntegreerd in de concessie Limburg                                          |                                       |                            |                                                                         |
|  | Spoorverbinding Maastricht – Eijsden – Visé – Luik                                      | NMBS in opdracht van NS               | 10-12-2006 – december 2022 |                                                                         |
|  | Na afloop geïntegreerd in de concessie Limburg (treindienst Luik – Maastricht – Aachen) |                                       |                            |                                                                         |
|  | Spoorverbinding Heerlen – Aachen                                                        | DB (Deutsche Bahn) / NS               | 10-12-2006 – 10-12-2016    |                                                                         |
|  | Na afloop geïntegreerd in de concessie Limburg (treindienst Maastricht – Aachen)        |                                       |                            |                                                                         |
|  | Spoorverbinding Sittard – Heerlen                                                       | NS                                    | 01-01-2015 – 10-12-2016    | in opdracht van de provincie; overbruggingsperiode tot nieuwe concessie |
|  | Na afloop geïntegreerd in de concessie Limburg                                          |                                       |                            |                                                                         |
|  | Spoorverbinding Roermond – Sittard – Maastricht – Maastricht Randwyck                   | NS                                    | 01-01-2015 – 10-12-2016    | In opdracht van de provincie; overbruggingsperiode tot nieuwe concessie |
|  | Na afloop geïntegreerd in de concessie Limburg                                          |                                       |                            |                                                                         |

#### Concessie Limburg
Vanaf december 2016 is de hele provincie Limburg één concessiegebied. Dit concessiegebied bevat de vorige concessies Noord- en Midden-Limburg en Zuid-Limburg met hierin alle stoptreinverbindingen.
Ook de internationale treinverbindingen Heerlen - Aken, Maastricht - Visé en Weert - Hamont wil de provincie graag opnemen in het concessiegebied.
De gewenste intercity verbinding tussen Eindhoven en Aken valt niet binnen de concessie Limburg.
Arriva begon vanaf december 2016 met zeven Lint-treinstellen die zijn gekocht van NS Financial Services Company, 15 nieuwe Flirt-treinen, 8 Stadler GTW-EMU-treinstellen en 16 Stadler GTW-DMU-treinstellen. 
De GTW-treinstellen zijn overgenomen van de vorige concessiehouder Veolia Transport. In 2018 zijn er nog 8 FLIRT3.3c-treinstellen geleverd voor de Drielandentrein tussen Aken - Heerlen - Maastricht en Luik. Zodra de Maaslijn geëlektrificeerd is zullen de 16 GTW-DMU-treinstellen worden vervangen door 13 nog te bestellen nieuwe treinstellen.
|  | Concessie                                                        | Vervoerder                                                        | Contracttermijn                               | Opmerkingen |
|  | ---------------------------------------------------------------- | ----------------------------------------------------------------- | --------------------------------------------- | ----------- |
|  | Limburg                                                          | Arriva                                                            | 11-12-2016 – 12-12-2031                       |             |
|  | Spoorverbinding Antwerpen – Neerpelt – Hamont – Weert - Roermond | NMBS (of anders wanneer de provincie hierover zeggenschap krijgt) | 11-12-2016 – 12-12-2031 (voorlopige planning) |             |

#### Onregelmatigheden ten aanzien van de concessie Limburg
Vervoersbedrijf Veolia Transport eiste op 13 september 2014 bij de Rechtbank Maastricht dat de NS en haar dochterbedrijf Abellio worden uitgesloten van deelname aan de aanbesteding van de ov-concessie Limburg. De rechtbank in Maastricht oordeelde op 16 oktober 2014 dat niet op voorhand kan worden geoordeeld dat de NS door de provincie Limburg is bevoordeeld. Een eventuele voorsprong van de NS kan niet aan de provincie worden verweten, aldus de rechter. Er is geen reden om de NS uit te sluiten van de aanbesteding, luidt de conclusie. Tot 3 november 2014 konden gegadigden bieden. Er waren drie inschrijvingen, Veolia Transport onder de naam Linea Limburg, Arriva en NS-dochter Abellio. Veolia Transport diende een ongeldige aanvraag in. Op 10 februari 2015 werd bekend dat de ov-concessie Limburg gegund werd aan DOOR! (nieuw handelsmerk van Abellio).
Op 28 april 2015 greep NS in bij dochteronderneming Qbuzz nadat uit intern onderzoek was gebleken dat het biedingsteam vertrouwelijke informatie had gekregen van een ex-medewerker van Veolia Transport. Hierop werden twee bestuurders van Qbuzz en Abellio op non-actief gesteld. Een dag later maakte de Limburgse gedeputeerde Patrick van der Broeck (CDA) bekend dat NS-dochter Abellio uitgesloten is voor de gunning van de concessie. Hierdoor ontstonden twee scenario's:
- Scenario een: nu Abellio is uitgesloten, gaat de gunning naar Arriva (de enig overgebleven kandidaat). Na een besluit daartoe is er een bezwaartermijn van zes weken.
- Scenario twee: nieuwe aanbesteding. Maar daartegen kan Arriva bezwaar maken en ook de NS kan daarop inschrijven.

Van der Broeck zei dat Gedeputeerde Staten op 26 mei 2015 de knoop doorhakken over welk scenario het gaat worden. Op 1 juni 2015 is bekend geworden dat Arriva de concessie gegund krijgt.
Op 1 juni 2015 heeft Veolia Transport bezwaar aangetekend bij Autoriteit Consument en Markt (ACM) en later ook bij College van Beroep voor het bedrijfsleven (CBb). Op 14 april 2016 heeft Veolia Transport het bezwaar bij College van Beroep voor het bedrijfsleven ingetrokken.

## Grensoverschrijdend vervoer met tevens binnenlands vervoer in Nederland
Voor de dienst Enschede - Gronau heeft DB een Duitse concessie van het Zweckverband Nahverkehrs Rheinland (NVR - Samenwerkingsverbond lokaal vervoer Rijnland). De treindienst rijdt deels op Nederlands grondgebied en bedient 3 Nederlandse stations. Er is dus sprake van binnenlands vervoer in Nederland. Daarom moet er conform Wp2000 (art. 19) een Nederlandse concessie zijn, of een internationaal samenwerkingsverband tussen vervoerders. In dit geval is DB, om ook het Nederlandse deel te kunnen rijden, een samenwerkingsverband aangegaan met NS. Er is geen Nederlandse concessie voor NS. Er rusten dus geen verplichtingen op NS anders dan volgend uit de samenwerkingsovereenkomst met DB. Formeel is NS de vervoerder voor het deel Enschede – grens. NS draagt alle opbrengsten af aan DB en ontvangt een bijdrage van DB Regio voor geleverde diensten. In de praktijk rijdt DB dus het gehele traject, volledig voor eigen rekening en risico.
Voor de dienst Maastricht – Eijsden is de situatie anders: NS heeft hiervoor een concessie (het is een onderdeel van het Hoofdrailnet), maar laat dit door NMBS uitvoeren. Zodra de treinen van Arriva toegelaten worden in België zal deze dienst worden opgenomen in de RE18.